# Operazioni navali nel mare Adriatico (1914-1918)
Durante la prima guerra mondiale furono effettuate diverse operazioni navali nel mare Adriatico, iniziate con la dichiarazione di guerra tra Francia e Impero austro-ungarico l'11 agosto 1914. Con l'immediato blocco del Canale d'Otranto da parte della marina francese, a cui parteciparono anche unità della Royal Navy, le forze navali austro-ungariche si videro costrette a operare solamente all'interno delle acque dell'Adriatico, senza poter compiere azioni a lungo raggio all'interno del mar Mediterraneo e indotte anzi a proteggere i propri porti, cantieri e divisioni navali dalla superiorità numerica nemica.
Inizialmente il peso delle operazioni alleate ricadde sulla marina francese; l'Italia allo scoppio del conflitto aveva dichiarato la sua neutralità, mentre il Regno Unito era impegnato contro la Kaiserliche Marine nel mare del Nord e nella scorta al traffico mercantile nel Mediterraneo. Nel contempo la k.u.k. Kriegsmarine effettuò soprattutto azioni di disturbo tramite sommergibili e naviglio leggero, avvalendosi di U-Boot forniti dall'alleato tedesco sin dall'agosto 1914, i quali operarono con base nel porto di Pola sotto bandiera austro-ungarica. La situazione cambiò il 23 maggio 1915, giorno in cui l'Italia (nel rispetto degli impegni presi col patto di Londra) dichiarò guerra all'Austria-Ungheria. La Regia Marina si sobbarcò presto l'onere di intraprendere e gestire la guerra sul fronte dell'Adriatico durante tutto lo svolgimento del conflitto.
Il confronto lasciò subito ampio spazio agli agguati dei sommergibili, alle imprese aeree e in un secondo tempo alle incursioni dei mezzi d'assalto quali i MAS. I due comandanti supremi contrapposti, l'ammiraglio Paolo Thaon di Revel e l'ammiraglio Anton Haus (in seguito rimpiazzato da Maximilian Njegovan e quindi da Miklós Horthy) non vollero infatti rischiare le grandi corazzate in acque ristrette, puntando invece su rapidi attacchi, sul blocco dei principali scali e sulla strategia della "flotta in potenza"; un'impostazione a cui si attennero in particolare gli austro-ungarici. Le operazioni non videro una netta prevalenza di uno dei contendenti ed ebbero fine con l'entrata in vigore dell'armistizio di Villa Giusti il 4 novembre 1918, giorno in cui la Regia Marina completò o mise in atto una serie di occupazioni anfibie delle maggiori città costiere nemiche.

## Situazione generale
Negli anni precedenti il conflitto, la crescente ostilità tra la Triplice alleanza e il Regno Unito aveva posto la Regia Marina italiana in una situazione difficile: essa e la k.u.k. Kriegsmarine (la marina da guerra austro-ungarica) potevano, se riunite, fronteggiare la Marine nationale francese, a patto che non fosse appoggiata dalla Royal Navy britannica. La convenzione navale firmata il 23 giugno 1913 nell'ambito della Triplice alleanza garantiva all'Italia l'appoggio della flotta austro-ungarica, la cui utilità era però limitata alla protezione delle coste nazionali, lasciando indifeso il traffico mercantile: la consapevolezza che la sua vitale continuità era nelle mani della Mediterranean Fleet fu causa non ultima della scelta della neutralità nell'estate 1914, quando scoppiò la prima guerra mondiale. Le flotte mediterranee della Francia e del Regno Unito erano superiori, in termini numerici, nel campo dell'artiglieria navale alle squadre italo-austro-ungariche e tale preponderanza sarebbe stata ulteriormente rafforzata qualora le forze navali russe fossero intervenute nel Mediterraneo. Tuttavia, le unità da guerra della Triplice alleanza annoveravano novantanove moderni cannoni da 305 mm L/45 o L/50, mentre l'Intesa disponeva soltanto di ottantaquattro pezzi similari: in caso di battaglia, perciò, la Regia Marina e la k.u.k Kriegsmarine avrebbero goduto di maggior gittata e potenza di fuoco. Forti di questo vantaggio, l'Impero tedesco, l'Austria-Ungheria e l'Italia firmarono il 10 novembre 1913 una seconda convenzione navale, che assicurava l'utilizzo dei porti di Napoli-Gaeta, Messina e Augusta alle forze navali combinate delle tre nazioni, riunite sotto il comando dell'ammiraglio austro-ungarico Anton Haus. Questa scelta fu fatta per tutelare le flotte mediterranee della Triplice alleanza, le quali allo scoppio del conflitto si sarebbero trovate in posizione avanzata per colpire rapidamente ed efficacemente i trasporti di truppe francesi via mare.
Dopo l'attentato di Sarajevo, la marina austro-ungarica si mobilitò in fretta; il 18 luglio 1914 l'ipotesi di attuazione del Kriegsfall B ("Piano di guerra Balcani") giustificò l'ordine alle unità della squadra di completare le provviste di carbone a Pola. Il 22 luglio la II Divisione navale, composta dalle navi della classe Radetzky, si dislocò a Cattaro; il giorno seguente fu messa in allarme la flottiglia del Danubio (Donauflottille). Il 24 luglio l'incrociatore leggero SMS Admiral Spaun, i cacciatorpediniere Uskoke, Ulan, Streiner, le torpediniere 61, 66 e 68 e gli idrovolanti E18, E20 ed E21 furono inviati da Pola a Kumbor (golfo di Cattaro); al contempo la II Divisione fu informata dal comando della Marina che avrebbe operato alle dirette dipendenze del VI Corpo d'armata, il quale dal 28 luglio avrebbe iniziato a muovere verso le coste della Dalmazia. Fu inoltre assicurata la disponibilità delle unità in costruzione, che potevano essere rimorchiate a Pola (nave da battaglia Szent Istvan, incrociatori protetti Saida, Helgoland, Novara, cacciatorpediniere Chamäleon, Pola, Teodo, le torpediniere da 79 a 81 e da 98 a 100). A Porto Re rimasero le torpediniere da 82 a 97.
Il 3 agosto, infine, il governo italiano annunciò la propria neutralità. Tale decisione bloccava i movimenti della Regia Marina che, in vista della collaborazione con la flotta austro-ungarica, aveva stanziato a Brindisi la I Squadra (in attesa di prendere il mare), a Gaeta una divisione della II Squadra, a La Spezia le altre tre divisioni della II Squadra, pronte queste a contrastare la flotta francese. Pochi giorni prima, e cioè il 30 luglio, la flotta britannica aveva concluso i rifornimenti alla base di Malta e la Marine nationale, mentre si concentrava a Tolone, inviava navi da trasporto vuote verso le colonie dell'Africa. La marina da guerra austro-ungarica, immediatamente dopo aver ricevuto l'ordine di mobilitazione generale, procedette all'attuazione dei provvedimenti previsti per tale eventualità. Essi comprendevano l'organizzazione del comando in capo della flotta, il quale era assunto dal comandante della marina ed esercitava le proprie funzioni (eccezion fatta per la flottiglia del Danubio) direttamente in tutte le questioni di carattere operativo; per il tramite del Ministero della guerra, Sezione marina, poteva intervenire in problemi di altra natura. Anche l'ammiraglio del porto di Pola e i comandi militari marittimi di Trieste e di Sebenico furono posti alle dipendenze del comando della flotta dal punto di vista marittimo-operativo.

### Le forze in campo

#### K.u.k. Kriegsmarine

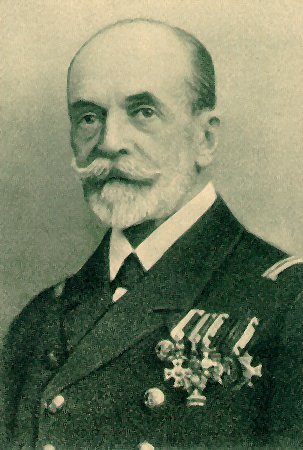
L'ammiraglio Anton Haus, comandante in capo della k.u.k. Kriegsmarine

La k.u.k. Kriegsmarine non era assolutamente attrezzata per una guerra offensiva. Sebbene le sue quattro moderne navi da battaglia monocalibro della classe Tegetthoff fossero il fulcro di una potente squadra da battaglia, insieme alle varie pre-dreadnought tra cui la classe Habsburg (tre unità) e le navi da difesa costiera come la classe Monarch (tre unità), dotate però solo di cannoni calibro 240 mm, non potevano confrontarsi su un piano di parità con le navi della Regia Marina, ben più numerose. A esse si affiancavano gli incrociatori corazzati SMS Kaiserin und Königin Maria Theresia, SMS Kaiser Karl VI e SMS Sankt Georg, tutti esemplari unici, e gli incrociatori leggeri della classe Helgoland; un punto di forza dovevano essere i quattordici cacciatorpediniere della classe Huszár e i sei della classe classe Tátra, oltre ad alcune decine di torpediniere e una trentina di sommergibili. I principali porti da cui operava erano Trieste, Pola e Cattaro.

#### Regia Marina

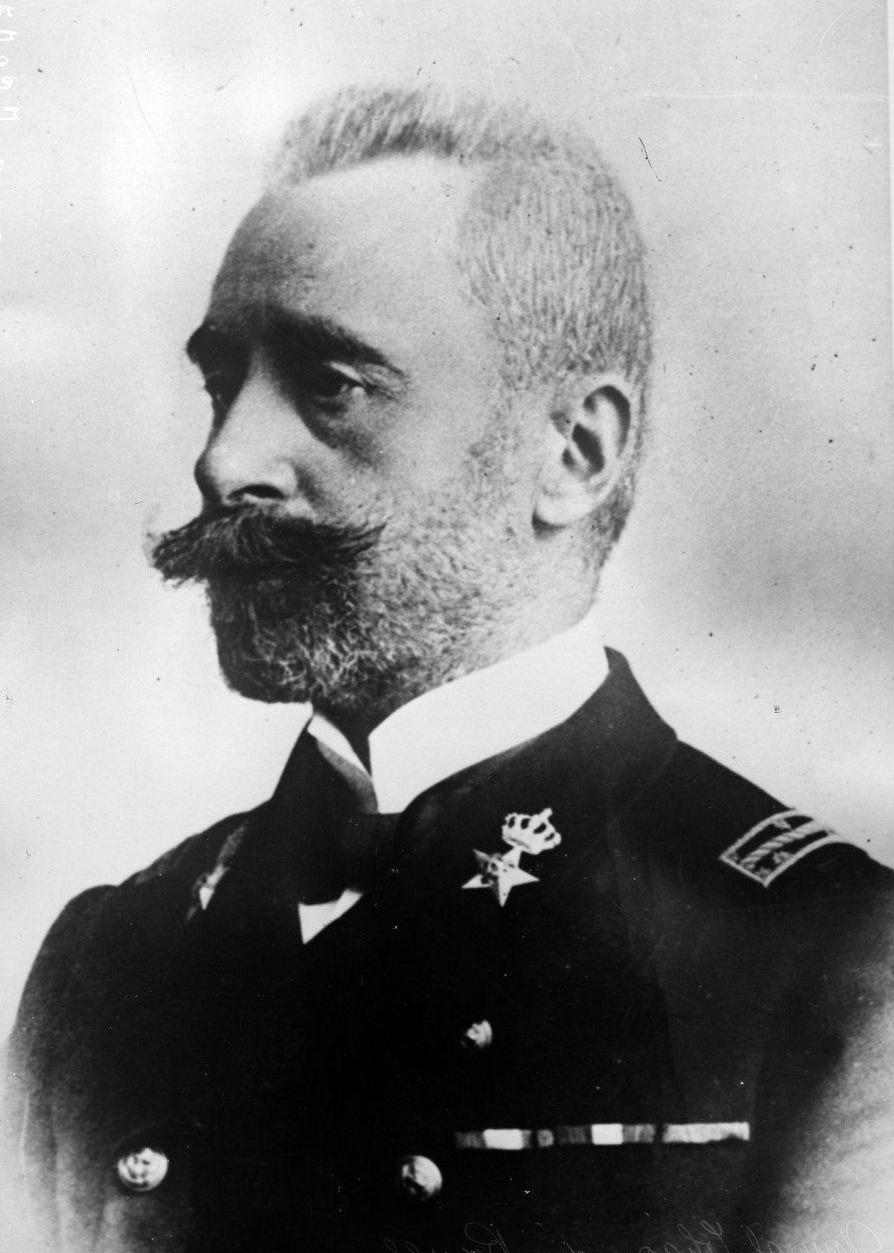
L'ammiraglio Paolo Thaon di Revel, Capo di Stato Maggiore della Regia Marina

La squadra da battaglia della Regia Marina, oltre a sei moderne navi monocalibro con cannoni da 305 mm (quattro in servizio allo scoppio della guerra, la Dante Alighieri e le tre della Classe Conte di Cavour, più due della classe Caio Duilio varate ma ancora in allestimento), contava sei pre-dreadnought tra le due della classe Regina Margherita e le quattro della classe Regina Elena, sempre dotate di pezzi da 305 mm. A queste si aggiungevano gli incrociatori corazzati della classe Giuseppe Garibaldi, della classe San Giorgio e quelli in parte obsoleti della classe Pisa, oltre ad altri minori e unità di seconda linea usate nelle colonie.
Parecchi cacciatorpediniere (circa sessanta), principalmente delle classi Indomito, Soldato e Pilo, completavano la squadra; alcune decine di torpediniere, anche se obsolete, e di MAS aumentavano il potenziale offensivo. Una ventina di sommergibili completavano il naviglio. Le basi principali della Regia Marina erano La Spezia, Taranto e Napoli, con forze minori a Brindisi, Augusta, Messina, Venezia e Palermo. Taranto divenne il fulcro delle operazioni navali italiane, mentre naviglio leggero fu concentrato a Brindisi. Venezia fu difesa dagli attacchi austro-ungarici ma non ospitò mai una squadra da battaglia, vista l'esposizione alla minaccia dei sommergibili nemici.
L'Italia assisté con molta preoccupazione nei primi mesi del conflitto all'ingresso nel mare Adriatico della flotta francese, la quale ebbe una corazzata gravemente danneggiata e un incrociatore affondato in breve tempo, nonostante l'obiettivo fosse quello di bloccare nei porti la flotta austro-ungarica senza cercare lo scontro. La decisione finale di entrare in guerra a fianco delle potenze dell'Intesa fu quindi accolta con sollievo, poiché la Regia Marina diventava così la protagonista della guerra in Adriatico.

#### Marine nationale
La Marine nationale era tra le prime al mondo e all'inizio della guerra schierava quattro navi da battaglia monocalibro classe Courbet, diciassette pluricalibro, ventidue incrociatori corazzati e tredici protetti, 35 cacciatorpediniere e 160 torpediniere, oltre a 50 sommergibili. Di queste unità, nel Mediterraneo erano schierate nella 1ére Armée Navale al comando dell'ammiraglio Auguste Boué de Lapeyrère tutte le 21 navi da battaglia (tra cui le 6 pre-dreadnought della classe Danton), 15 incrociatori, oltre 43 cacciatorpediniere e 15 sottomarini. La sua forza sarebbe cresciuta nel dicembre 1916 dopo la cattura della flotta greca al Pireo e fino alla restituzione delle navi alla Grecia nel 1917. All'inizio della guerra la sua base di operazioni fu Malta ma, dopo l'entrata in guerra dell'Italia, varie unità leggere furono dislocate a Brindisi e Corfù.

#### Royal Navy
La presenza britannica nel Mediterraneo era incentrata sulla Mediterranean Fleet sotto il comando di Sir Archibald Berkeley Milne, con basi a Malta e Gibilterra. Delle tre unità originarie della classe Invincible di incrociatori da battaglia, che entrarono in servizio nella prima metà del 1908, due (l'HMS Inflexible e l'HMS Indomitable) si unirono alla Mediterranean Fleet nel 1914. Assieme all'HMS Indefatigable, formarono il nucleo della flotta britannica all'inizio della guerra, quando le forze della Royal Navy furono impegnate nell'inseguimento del Goeben e del Breslau.

### La neutralità italiana
Durante i mesi di neutralità, la diplomazia lavorò alacremente e in grande segretezza sia con gli alleati germanici, sia con le nazioni dell'Intesa, nonostante il governo venisse costantemente pressato dai neutralisti incarnati soprattutto da Giovanni Giolitti. Parallelamente l'esercito e la marina si preparavano alla guerra e cominciava a preoccupare la situazione dell'Albania, specialmente nella parte meridionale dove operavano bande greche vicine all'Impero austro-ungarico: si temeva, in particolare, di perdere la possibilità di controllare il canale d'Otranto, porta d'accesso all'Adriatico. Le autorità italiane decisero quindi di instaurare al più presto dei presidi a Saseno e Valona, senza però sollevare obiezioni dalle altre potenze europee, specialmente quelle belligeranti; l'intervento fu così presentato come temporaneo e finalizzato all'esercizio di polizia marittima per combattere e impedire il contrabbando di armi nella regione albanese. Nessuno fece obiezioni e la marina si fece carico dell'operazione: fu prima occupata Saseno, mentre Valona fu oggetto di una missione sanitaria, simile a quelle già insediate a Scutari e Durazzo.

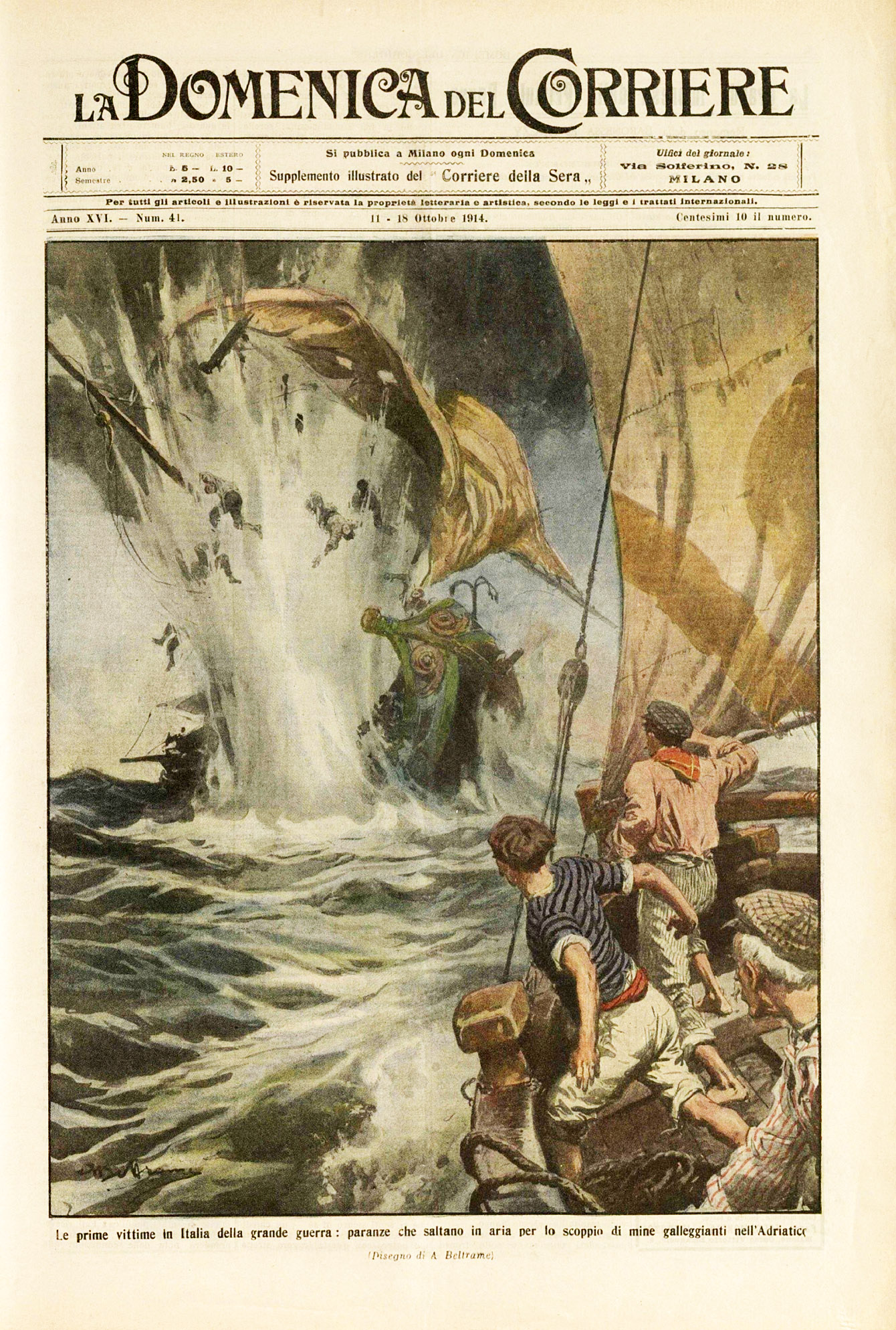
Un peschereccio italiano distrutto da una mina navale austriaca nel 1914 (illustrazione di Achille Beltrame sul La Domenica del Corriere)

Indubbiamente, alte personalità dell'esercito italiano - come il Capo di Stato Maggiore Alberto Pollio - desideravano e cercavano di preparare un'azione militare comune tra le potenze della Triplice alleanza, come numerosi erano i «convinti amici» della Triplice alleanza in Italia fino alla primavera del 1915, soprattutto tra gli ambienti cattolici. L'Italia, però, soddisfaceva la quarta parte del proprio fabbisogno di viveri con l'importazione dall'estero, la quale per 4/5 avveniva via mare; questo flusso di merci comprendeva anche materie prime importanti come cotone, pelli, carbone, petrolio e nafta. Col trascorrere degli eventi, perciò, la fiducia ancora nutrita dai diplomatici austro-ungarici sull'alleato italiano non era più condivisa dai militari: il Capo di Stato Maggiore dell'imperial-regio esercito, generale Franz Conrad von Hötzendorf, chiedeva instancabilmente tempestivi provvedimenti contro il regno vicino, che riteneva si stesse armando per un attacco a sorpresa contro l'Austria-Ungheria. Di conseguenza, la strategia marittima della duplice monarchia doveva tenere presenti due possibilità: l'ipotesi di conflitto che avesse opposto la Triplice intesa alla Triplice alleanza avrebbe implicato un'azione offensiva comune delle forze navali austro-ungariche, tedesche e italiane contro la flotta francese, e forse, contro la flotta britannica nel Mediterraneo. Contemporaneamente, sarebbe stato vitale proteggere il fianco destro e le linee di comunicazione marittime delle armate impegnate nei Balcani, operando da Brindisi e dal golfo di Cattaro. La seconda e più verosimile ipotesi vedeva l'Italia rimanere neutrale oppure schierarsi con l'Intesa; in entrambe le eventualità, l'ammiraglio Haus avrebbe dovuto mantenere un atteggiamento difensivo. Se erano da escludersi attacchi contro le flotte nemiche nel Mediterraneo occidentale a causa delle netta inferiorità numerica, impiegare la flotta all'interno del solo Adriatico avrebbe invece consentito di lanciare brevi puntate offensive contro le forze navali e contro le coste dell'Italia, nonché l'appoggio alle operazioni belliche in Montenegro.
I colloqui diplomatici continuarono finché fu evidente che non si sarebbe avuta alcuna convenienza a schierarsi con gli ex alleati, soprattutto per quanto riguardava le possibili conquiste territoriali in direzione delle coste balcaniche dell'Adriatico. Il dominio di questo mare divenne non soltanto il primo obiettivo delle operazioni, ma anche il punto di riferimento della politica e delle aspirazioni della marina italiana, che se da un lato non fu parte diretta nella stipulazione del Patto di Londra del 26 aprile 1915, dall'altro ne approvava pienamente i prodromi e il programma di acquisizione dei territori istriani e dalmati. Non deve sorprendere però il fatto che questa guerra fu condotta con il totale disinteresse per le vicende dell'esercito, il quale a sua volta non aveva mai pianificato una campagna volta alla conquista della Dalmazia, di cui avrebbe dovuto assicurare la difesa in condizioni molto difficili. La marina italiana aveva tradizionalmente un ruolo politico più dinamico dell'esercito (in parte a causa dei suoi stretti rapporti con l'industria pesante) e legato alla destra nazionalistica: lo sfruttò con prontezza per assicurarsi il dominio militare e politico, immediato e futuro, nell'Adriatico, in piena sintonia con la politica estera di Sidney Sonnino. Al contempo l'interesse della marina nella politica mediterranea e coloniale era scarso; la partecipazione alla guerra fuori dalle acque nazionali si ridusse alla difesa del traffico mercantile contro i sommergibili, con la rinuncia di intervenire a fianco di britannici e francesi in operazioni di più ampio respiro. Quindi a seguito della neutralità dell'Italia, l'attività della flotta austroungarica si dovette limitare a difendere le sue acque e all'azione di appoggio alle operazioni terrestri, agendo anche con un blocco delle coste montenegrine contro le navi da trasporto e mercantili dell'Intesa.
Con la convenzione navale di Londra del 10 maggio 1915, che delineava la collaborazione tra la flotta italiana e quelle dell'Intesa, la Regia Marina chiese e ottenne la piena responsabilità delle operazioni nell'Adriatico, nonché il comando delle unità alleate che vi fossero penetrate e di quelle, non trascurabili, che collaboravano al blocco del canale d'Otranto. Questo accordo fu poi difeso con fermezza per tutto il conflitto, anche con il rifiuto italiano di accettare un comando navale unico per il Mediterraneo nel 1918.

### La situazione austro-ungarica
Quando scoppiò la guerra, l'ammiraglio Anton Haus era Comandante in Capo della k.u.k. Kriegsmarine e Capo della sezione della Marina nell'ambito del Ministero della Guerra sin dal febbraio 1913. Inizialmente la Duplice monarchia entrò in guerra contro la sola Serbia, ma quando il conflitto diventò una guerra generale contro la Triplice Intesa, Haus (che secondo gli accordi avrebbe dovuto comandare le forze congiunte di Austria, Italia e Germania) si trovò di fronte alla dichiarazione di neutralità dell'Italia e quindi a un ridimensionamento nel suo ruolo di comandante di una flotta costretta a stare sulla difensiva.
Il 28 luglio l'Austria-Ungheria dichiarò guerra alla Serbia dando inizio al Kriegsfall B. Subito la Russia rispose con il suo intervento e il 31 luglio scattò il Kriegsfall R ("Piano di guerra Russia"). L'entrata in guerra dell'impero zarista era di secondaria importanza per la marina austro-ungarica, ma implicava il rischio ben più grave di un intervento della Francia e rendeva perciò cruciali le scelte dell'Italia. Il 2 agosto arrivò la dichiarazione italiana di neutralità e fin da subito si pensò di assegnare alla flotta austro-ungarica un ruolo più attivo; ciò si espresse in due modi: da un lato la sortita per soccorrere il Goeben e il Breslau che erano braccati nel Mediterraneo dalla flotta britannica, dall'altro nel trasferimento del grosso della flotta verso i Dardanelli perché fosse pronta per le operazioni nel Mar Nero.
Ma le due navi tedesche non diressero verso Pola e la volontà dell'alto comando austriaco (Armeeoberkommando, AOK) di non peggiorare i rapporti con il Regno Unito (che in un primo tempo, a detta del ministro degli Esteri sir Edward Grey, non sarebbe entrato in guerra contro l'Austria-Ungheria, seppur in guerra con la Germania), costrinsero la flotta di Haus a non affrontare le squadre alleate che inseguivano il Goeben e il Breslau. Haus respinse inoltre la proposta tedesca di portare la flotta a Costantinopoli: la carenza di basi sicure lungo la rotta e la presenza di navi sussidiarie (che avrebbero rallentato il viaggio) costituivano un rischio eccessivo e, per converso, il ridotto numero di unità lasciate in Adriatico avrebbe significato sguarnire le coste dell'Impero ed esporle ai colpi della Regia Marina, nell'eventualità non improbabile che l'Italia si schierasse a fianco dell'Intesa.
Il 13 agosto anche il Regno Unito dichiarò guerra all'Austria-Ungheria. Trovandosi in guerra con le due flotte dell'Intesa e insicuro su come l'Italia si sarebbe comportata, Haus decise di ritirare le forze austro-ungariche nei porti protetti di Pola e Cattaro, cercando in un primo tempo di opporsi all'ammiraglio francese de Lapeyrère. Questi aveva assunto il comando della flotta combinata nel Mediterraneo e aveva portato le proprie navi all'imbocco dello stretto del canale d'Otranto, proprio per impedirne il libero uso da parte della k.u.k. Kriegsmarine.

## Le prime azioni di guerra

### I francesi nell'Adriatico

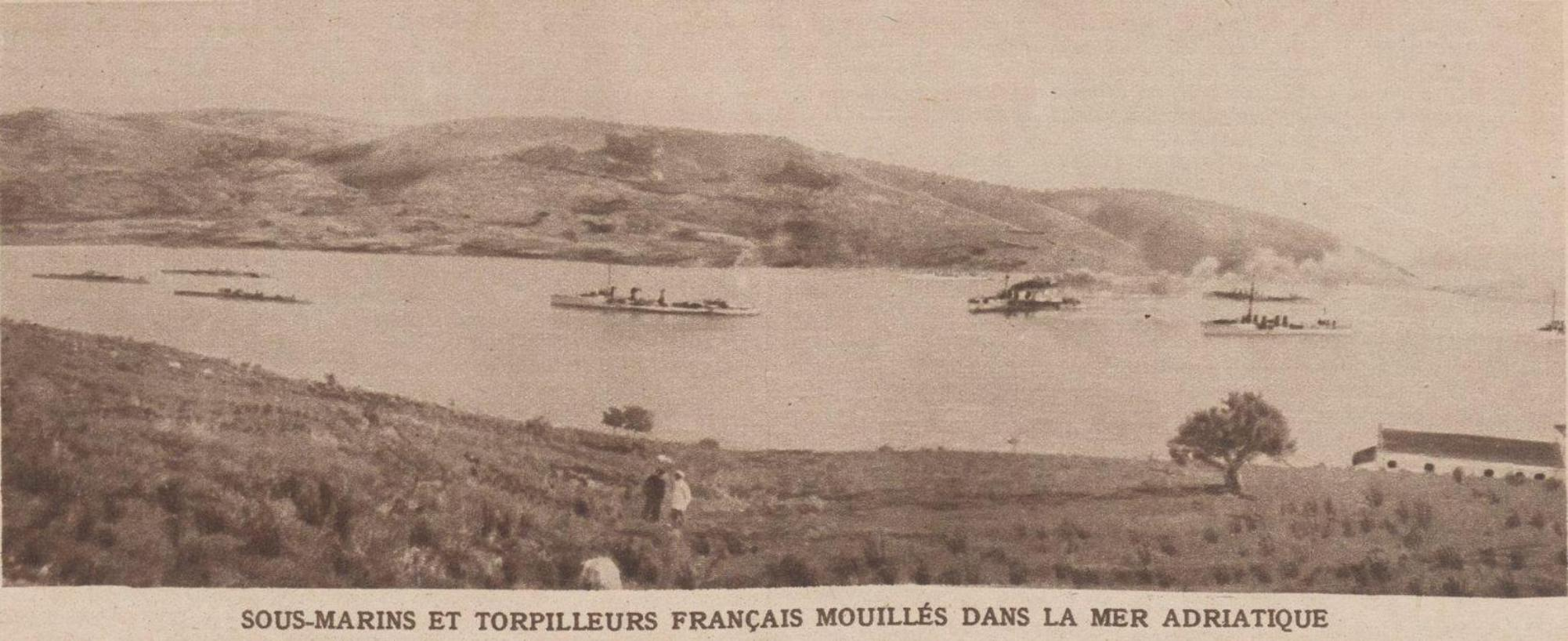
Parte della flotta francese nell'Adriatico in una fotografia del 28 marzo 1915 pubblicata sul Le Mirior

Il 6 agosto 1914, a Londra, il primo lord dell'ammiragliato principe Luigi di Battenberg e il capitano di vascello Antoine Schwerer, vice Capo di Stato Maggiore della marina francese, siglarono un accordo che affidava alla Francia la direzione generale delle operazioni nel Mediterraneo. L'accordo era finalizzato alla caccia degli incrociatori tedeschi dislocati nel Mediterraneo, l'SMS Goeben e l'SMS Breslau, e fino a quando questi non fossero stati eliminati le forze navali britanniche nel bacino avrebbero cooperato con quelle francesi; raggiunto l'obiettivo le forze navali britanniche avrebbero riottenuto la loro autonomia, a meno che l'Italia non avesse deciso di revocare la sua neutralità. Una piccola aliquota di forze navali britanniche nel Mediterraneo e le difese mobili di Malta e Gibilterra sarebbero rimaste comunque sotto gli ordini del comandante in capo della flotta francese che, inoltre, si sarebbe servita delle due basi. La Marina francese avrebbe quindi garantito la sicurezza delle rotte commerciali dell'Intesa nel Mediterraneo e, in caso di dichiarazione di guerra fra Francia e Austria-Ungheria, avrebbe agito contro la k.u.k. Kriegsmarine e sorvegliato l'ingresso del mare Adriatico.

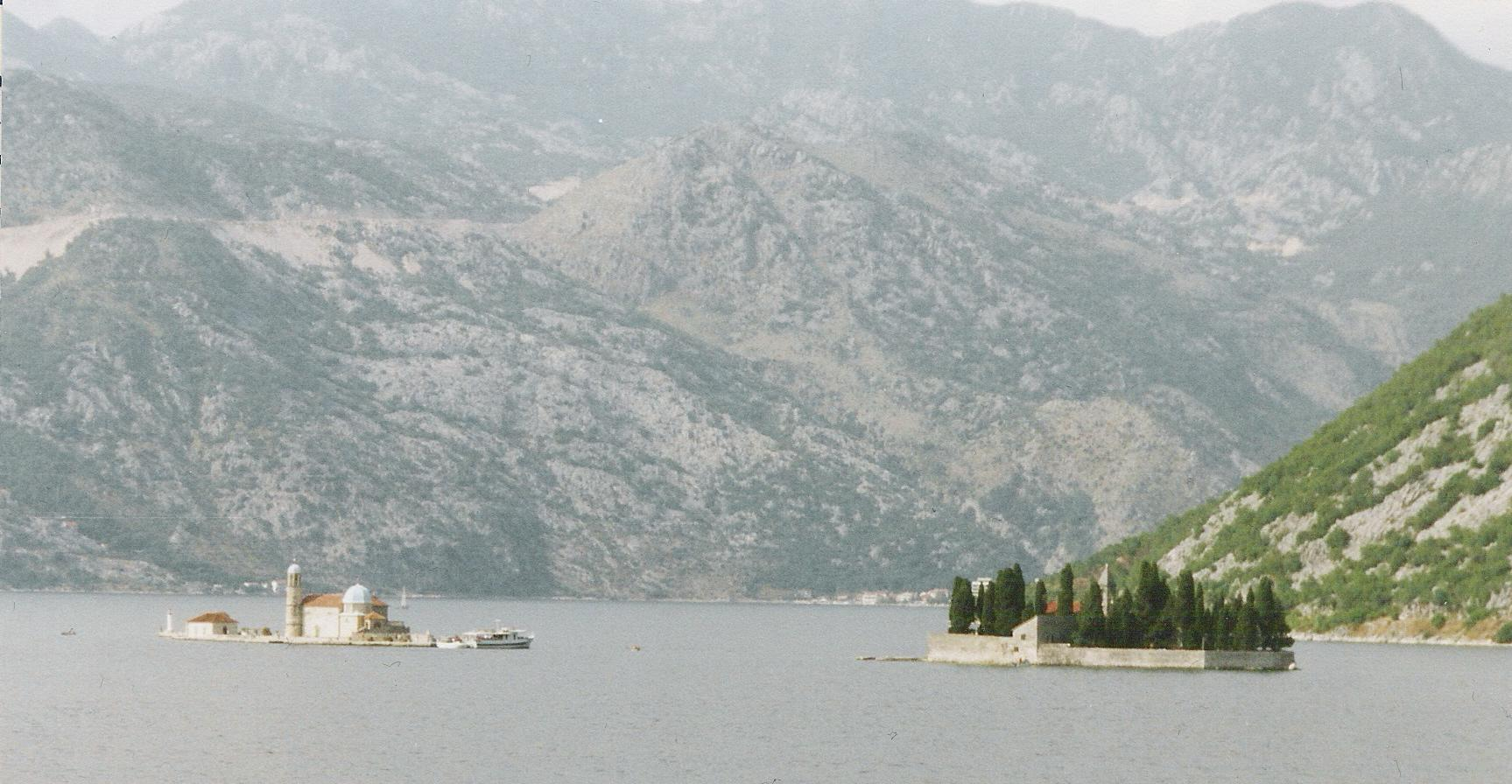
L'ingresso delle bocche di Cattaro, un insieme di bacini profondo e articolato, riparò un'aliquota della flotta austro-ungarica per tutta la guerra

Curiosamente, i francesi erano tanto riluttanti a dichiarare guerra all'Austria-Ungheria quanto lo era la duplice monarchia a compiere un passo del genere nei riguardi della Francia, e allo stesso tempo era opinione del Capo di Stato Maggiore Auguste Boué de Lapeyrère di non dover istigare l'Italia a entrare in guerra a fianco dell'Austria-Ungheria, evitando qualsiasi segno di ostilità. Ma in un rapido susseguirsi degli avvenimenti, la mattina del 13 agosto Lapeyrère fu informato che era stata dichiarata guerra all'Impero austro-ungarico e decise di inviare il grosso dell'Armée navale, di stanza a Malta, nell'Adriatico, sperando di cogliere di sorpresa le forze navali austro-ungariche impiegate nel blocco navale del Montenegro.

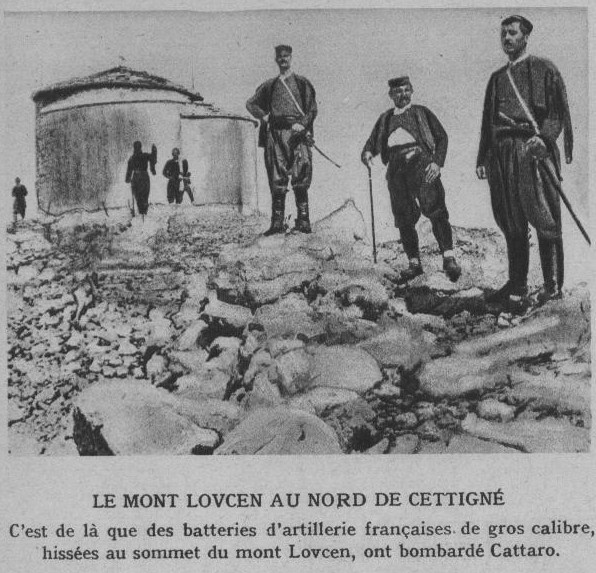
Soldati montenegrini in cima a monte Lovćen dopo un bombardamento navale francese

Alla flotta francese si aggiunsero gli incrociatori e i cacciatorpediniere britannici dell'ammiraglio Ernest Troubridge, e il 16 agosto, al largo di Antivari riuscirono ad affondare il piccolo incrociatore SMS Zenta al termine di un breve scontro. Con grande delusione dei francesi, l'ammiraglio austro-ungarico Anton Haus ebbe l'accortezza di non rispondere alla preponderante forza avversaria, di gran lunga superiore alla sua; ciò mise in difficoltà Lapeyrère, che stava consumando ogni giorno grandi quantità di carbone, non avendo peraltro una base di cui avvalersi nelle vicinanze. L'operazione avrebbe avuto possibilità di successo solo se la flotta avesse avuto una valida base all'ingresso dell'Adriatico quale ad esempio Corfù, che tuttavia apparteneva alla neutrale Grecia; del pari rimanevano inaccessibili i porti e gli arsenali dell'Italia. Lapeyrère organizzò quindi un sistema di rotazione con la base di Malta, in virtù del quale le navi potevano sostare, compiere l'ordinaria manutenzione e provvedere alle proprie necessità, garantendo allo stesso tempo una forza sufficiente e in grado di combattere nell'Adriatico.
La tattica attendista di Haus, che riparò la flotta da guerra nei porti nel nord dell'Adriatico, mise in seria difficoltà i francesi. Questi tentarono di organizzare una spedizione per invadere con forze di terra la base austro-ungarica nelle bocche di Cattaro e sfruttarla contro la k.u.k Kriegsmarine, ma anche utilizzando Antivari e le baie delle isole ioniche della Grecia (grazie alla complicità del Primo Ministro greco Eleutherios Venizelos, simpatizzante dell'Intesa), avevano un raggio d'azione molto limitato che impedì sia tale piano, sia azioni nell'alto Adriatico
I due comandanti avversari capirono quindi che non ci sarebbe stata alcun'azione di rilievo né uno sbarco in grande stile, ma ciò non significava che non ci sarebbero state da entrambe le parti azioni minori con rischio limitato. Per gli austro-ungarici le operazioni navali consistettero in azioni di bombardamento navale dirette alle coste del Montenegro, di limitata lunghezza. Dal canto loro i francesi fecero varie puntate nell'Adriatico per bombardare i fortilizi nemici lungo la costa, ma soprattutto per proteggere navi che portavano rifornimenti al porto montenegrino di Antivari, a sole 35 miglia da Cattaro; i francesi posero apparecchiature d'osservazione su monte Lovćen e appostarono sommergibili al largo. Il 19 ottobre l'ammiraglio Haus schierò la 5ª Divisione navale, attivata sin dal 9 agosto con le pre-dreadnought Monarch, Wien e Budapest rimesse in servizio, per un'azione contro obiettivi francesi a Cattaro; il 21 ottobre anche la Radetzky fu inviata a Cattaro allo scopo di bombardare le postazioni montenegrine, operando con successo.

### Le operazioni invernali
Col passare dei giorni l'idea di una spedizione a Cattaro non divenne fattibile; l'esercito montenegrino era debole e male attrezzato, la proposta di reclutare volontari italiani e dalmati si era subito rivelata irrealizzabile, i serbi erano bloccati a nord contro le forze austro-ungariche e lo stesso Capo di Stato Maggiore dell'esercito francese, generale Joseph Joffre, era molto riluttante a distaccare truppe che sarebbero state più utili in patria contro i tedeschi. Inoltre l'arrivo della bora e del maltempo, che avrebbero limitato pesantemente le operazioni di rifornimento in mare, la presenza di molte mine in tutto il bacino e i limiti tecnici delle proprie navi, fecero propendere i francesi a limitare la presenza nell'Adriatico al blocco del canale d'Otranto e al rifornimento di Antivari.
Anche Haus assunse un atteggiamento prettamente difensivo: l'ammiraglio sapeva che una battaglia decisiva contro i francesi, anche se fosse stata vittoriosa, avrebbe comunque consegnato la supremazia navale nel Mediterraneo all'Italia, e lo stesso Haus a tal proposito, il 22 ottobre, manifestò una profonda sfiducia nei confronti dell'ex-alleato italiano in una lettera inviata al suo rappresentante a Vienna. Le uniche azioni di rilievo fino alla fine del 1914 si ebbero per mano dei sommergibili. Alla fine di novembre il sommergibile francese Cugnot tentò di penetrare nella baia di Cattaro ma venne scoperto dal cacciatorpediniere austriaco SMS Blitz e dalla nave silurante SMS Tb 57T che lo costrinsero a ritirarsi. L'8 dicembre un altro sottomarino francese, il Curie, attaccò il blocco protettivo della baia di Pola attendendo la possibilità di introdurvisi, ma due giorni dopo finì in una trappola antisommergibile e fu costretto a tornare in superficie dove venne distrutto dal cacciatorpediniere austro-ungarico SMS Magnet e dalla torpediniera SMS Tb 63T. Il 21 dicembre, durante la decima missione francese di rifornimento al Montenegro, l'U-12 austro-ungarico silurò l'ammiraglia di Lapeyrère, la nave da battaglia Jean Bart, presso l'isola di Saseno: la nave fu colpita a prua, ma la compartimentazione assorbì l'esplosione e i danni e la nave riuscì, seppur con difficoltà, a tornare a Malta per le riparazioni che la tennero bloccata tre mesi e mezzo.
Lapeyrère giunse alla conclusione che non solo non era sicuro servirsi dei porti montenegrini, ma che era rischioso anche solo scortare un convoglio nell'Adriatico. Le ipotetiche operazioni di sbarco furono giudicate ormai impossibili perché gli austro-ungarici avevano rinforzato le posizioni a Cattaro, coadiuvate da un'attiva aviazione e da un'aggressiva flotta di sommergibili. La presenza a Cattaro della Radetzky e delle tre unità della classe Monarch imponeva l'utilizzo da parte francese di navi da battaglia per proteggere gli incrociatori e i trasporti, ma il pattugliamento sottomarino di quello stretto tratto di mare rendeva un simile impiego di unità maggiori troppo pericoloso. Il blocco francese dell'Adriatico si trasformò quindi in un blocco del canale d'Otranto, e per ironia della sorte sia Lapeyrère sia Haus vennero criticati per inazione. I due comandanti tuttavia avevano dalla loro parte solide motivazioni tecniche: erano consapevoli che non potevano rischiare le loro principali navi da guerra in azioni secondarie con limitate possibilità di successo, visto che si trattava di capitali da preservare in attesa di circostanze particolari. Nell'Adriatico si giunse dunque a una situazione di stallo: gli austro-ungarici non potevano uscirne e i francesi non potevano penetrarvi né avvicinarsi troppo alla costa.

## L'Italia entra nel conflitto

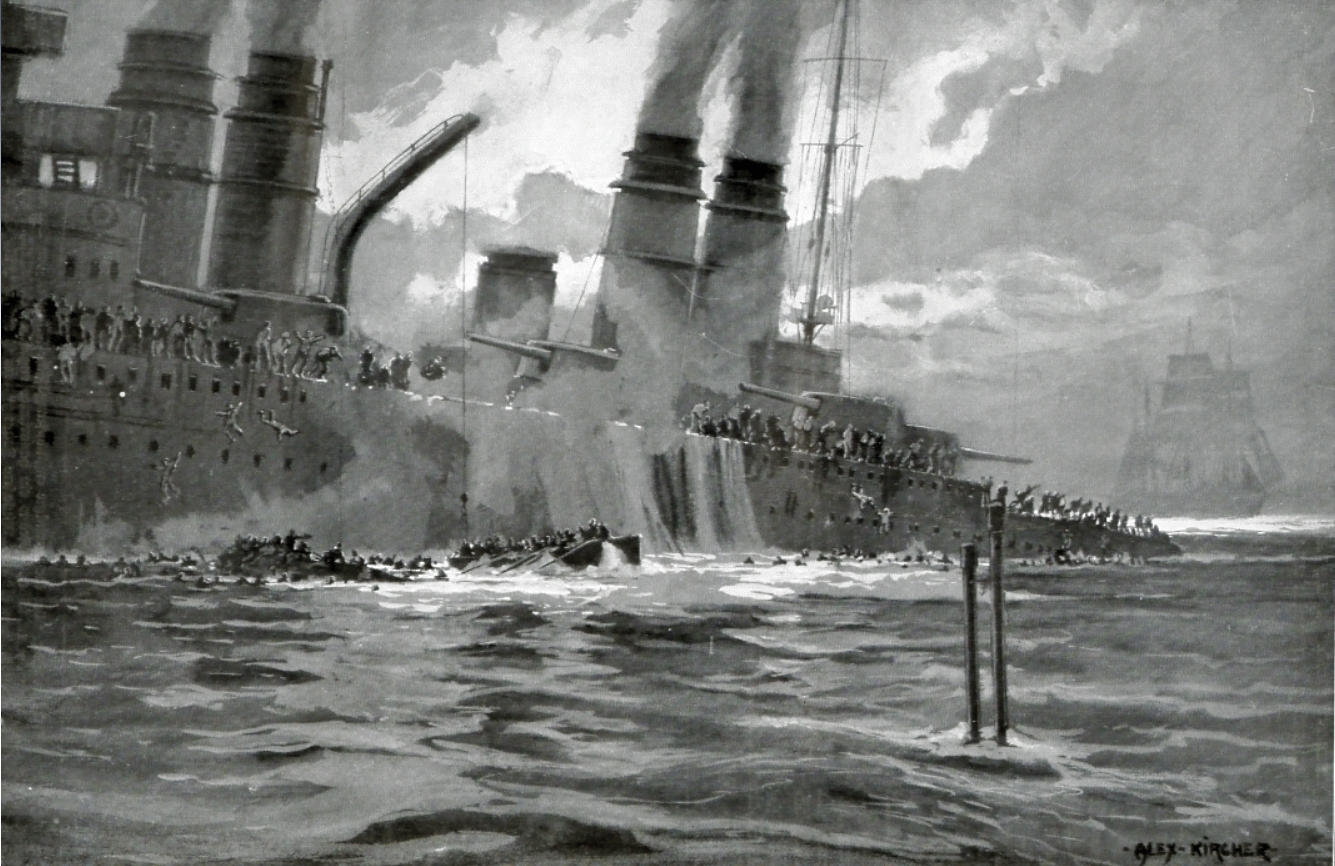
L'incrociatore corazzato Léon Gambetta che affonda, raffigurato su una cartolina tedesca dipinta da Alexander Kircher

Stante la situazione di stallo nell'Adriatico e il completo controllo del Mediterraneo, per buona parte del 1915 gli anglo-francesi concentrarono la loro attenzione prevalentemente verso l'Impero ottomano, entrato nel conflitto accanto agli Imperi centrali, e si impegnarono nella campagna alleata di Gallipoli. I sommergibili austro-ungarici tuttavia non cessarono le azioni minori, interferendo con le operazioni di rifornimento delle navi francesi e pattugliando le basi da cui gli alleati approvvigionavano il Montenegro, e in breve la maggior preoccupazione di Lapeyrère divenne proprio il potenziamento della flotta di sommergibili nemici. A febbraio il cacciatorpediniere francese Dague affondò per l'urto con una mina mentre scortava la nave trasporto Whitehead ad Antivari; il 27 aprile si concretizzarono i timori di Lapeyrère quando il sommergibile U 5 silurò e affondò l'incrociatore corazzato Léon Gambetta a sud di Santa Maria di Leuca, causando 684 morti fra cui il contrammiraglio Sénès, comandante della 2eme Division Légère.

La RN Dante Alighieri fu la prima nave da battaglia al mondo ad avere l'armamento principale in torri trinate, con dodici cannoni calibro 305 mm in quattro torri corazzate

L'Italia aveva preparato dei piani operativi in vista dell'entrata in guerra. La squadra navale italiana era numericamente forte, con tre moderne corazzate monocalibro della classe Conte di Cavour e varie altre pre-dreadnought come quelle della classi Regina Margherita e Regina Elena; a queste si aggiungevano le due corazzate della classe Duilio in allestimento. Per contro l'aviazione navale era numericamente inconsistente, con sette velivoli di base a Venezia dei quali solo tre efficienti, e altri quattro a Porto Corsini dei quali due funzionanti; due Curtiss Flying Boat erano in fase di montaggio a Pesaro. Dall'altra parte l'aviazione di marina austro-ungarica poteva contare su sessantaquattro idrovolanti efficienti e moderni, con ventuno ufficiali e otto sottufficiali piloti usciti dalla scuola di pilotaggio di Pola-Santa Caterina, che all'inizio delle ostilità poterono operare praticamente incontrastati.
Il "Piano generale delle operazioni marittime in Adriatico" della Regia Marina prevedeva, tra l'altro, la distruzione delle forze da battaglia avversarie senza preoccuparsi dei danni che queste potessero arrecare alle città costiere dell'Adriatico, di usare le forze subacquee per tendere agguati lungo le rotte avversarie, di dispiegare dirigibili e idrovolanti per ricognizione e contrasto. Gli italiani, e in primis il Capo di Stato Maggiore della Marina Paolo Thaon di Revel, volevano la battaglia e non desideravano altro che affrontare la flotta nemica: ritenevano perciò fondamentale preservare la flotta nelle migliori condizioni in vista di quello scontro e dunque le unità italiane avrebbe intrapreso tutte le operazioni possibili per costringere la flotta austro-ungarica a uscire allo scoperto e accettare lo scontro. Di contro gli austro-ungarici avrebbero adottato una strategia di flotta in potenza, mantenendo le proprie forze al sicuro nelle basi e attendendo il momento propizio per colpire, mentre la flotta italiana veniva logorata dalle mine, dalle piccole unità siluranti e dai sommergibili, che la Germania si stava apprestando a fornire agli alleati in quantità.
Il primo provvedimento a livello operativo degli italiani allo scoppio del conflitto fu la ridislocazione della flotta nel porto di Taranto ove assunse la denominazione di «Armata Navale», dal 26 agosto 1914 posta al comando del Duca degli Abruzzi, a cui seguirono i primi studi per eventuali operazioni contro l'Austria-Ungheria. Altra decisione fu quella, in caso di conflitto, di occupare territorialmente una parte della costa nemica per assicurare il sostegno del fianco destro della 3ª Armata, di creare un blocco all'imbocco del canale d'Otranto per impedire alle navi austro-ungariche di uscire dall'Adriatico, di minare le principali linee di comunicazione nemiche e cercare di assicurare il dominio nell'Alto Adriatico anche per sostenere le operazioni del Regio Esercito sull'Isonzo. In quest'ottica, il 24 maggio siluranti e sommergibili furono utilizzati per tener sgombro il golfo di Trieste e proteggere l'avanzata della 3ª Armata, che aveva subito conquistato Aquileia ed era entrata nella città di Grado, evacuata dalle truppe austro-ungariche. La difesa della zona fu affidata alla Regia Marina che inviò il pontone armato Robusto dotato di tre cannoni da 120 mm.

### La rappresaglia austriaca

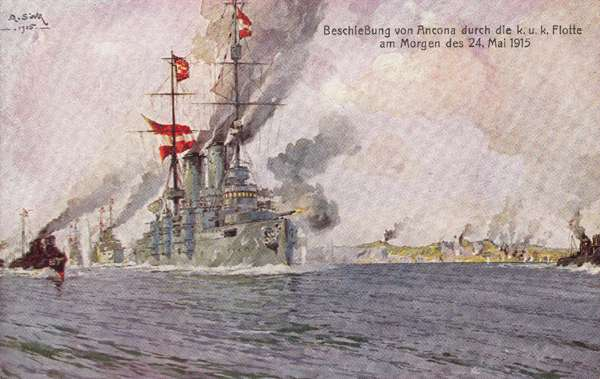
Una cartolina austro-ungarica rappresentante il bombardamento di Ancona

Quando il 23 maggio l'Italia dichiarò guerra all'Austria-Ungheria, la flotta di quest'ultima (preparata per tale evenienza) agì rapidamente attaccando le coste italiane, suddivisa in otto gruppi ciascuno con obiettivi specifici e con l'ordine di evitare scontri con unità nemiche maggiori. La città di Ancona e il suo porto furono bombardate dal gruppo "A", al diretto comando dell'ammiraglio Anton Haus a bordo dell'SMS Habsburg e da alcuni idrovolanti dalle 04:04 alle 04:53 del mattino, ma l'arrivo del sommergibile Argonauta e del dirigibile Città di Ferrara indussero il gruppo al rientro a Pola già alle 11:00 dello stesso giorno. Il gruppo "B" alle 04:00 aprì il fuoco contro Senigallia, colpendo il semaforo e danneggiando alcuni binari; il gruppo "C", condotto dalla SMS Radetzky, si diresse verso Potenza Picena, che non subì particolari danni. Il gruppo "D" aprì il fuoco alle 04:50 contro Rimini, mentre Porto Corsini subì venticinque minuti di bombardamento da parte del gruppo "E", ma poté opporre un buon tiro difensivo che causò alcuni feriti e danni materiali.

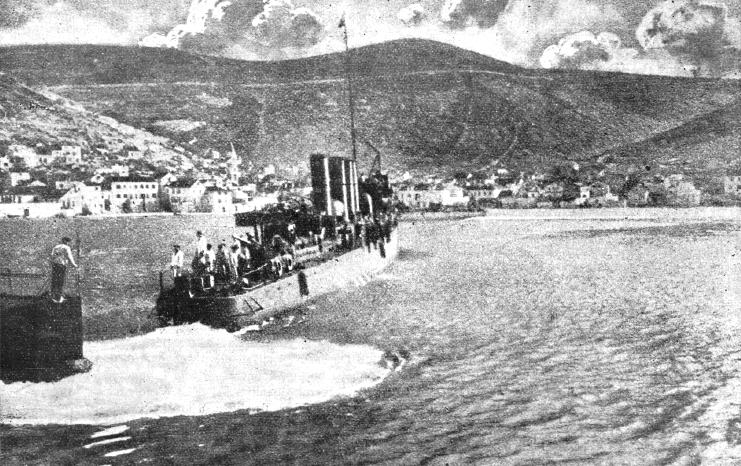
Una torpediniera austro-ungarica al rientro dopo un'azione contro le coste italiane, 1915

Il gruppo "F" fornì azione di pattugliamento al largo di Ancona e Senigallia, mentre unità dei gruppi "G" e "H" lasciarono gli ormeggi per raggiungere le rispettive linee di esplorazione Pelagosa-Gargano e Pelagosa-Lagosta e dirigere poi sui bersagli costieri. Il gruppo "G" bombardò il semaforo di Vieste e Manfredonia, mentre l'incrociatore leggero SMS Helgoland concentrava il tiro su Barletta; pochi furono i danni materiali, anche a causa dall'azione del cacciatorpediniere italiano Aquilone: questa unità sorprese le navi austro-ungariche che, sospeso il tiro sulla costa, si concentrarono sul suo inseguimento; intervenne allora il cacciatorpediniere Turbine, che diresse contro l'incrociatore a grande velocità, ingaggiandolo in un combattimento terminato con la distruzione dell'unità italiana, la morte di quindici marinai e la cattura del restante equipaggio. L'incrociatore leggero SMS Admiral Spaun, del gruppo "H", alle 04:10 si trovò in posizione di tiro contro il ponte sul Sinarca che danneggiò lievemente, poi fu la volta di Termoli, Tremiti e il semaforo di torre Mileto che pure non subirono gravi danni.
Da parte italiana nell'Alto Adriatico solo il cacciatorpediniere Zeffiro, al comando del capitano di fregata Arturo Ciano, riuscì a ottenere un buon successo, penetrando a Porto Buso e bombardandone le caserme, costringendo gli occupanti ad arrendersi. Nel Basso Adriatico alle 05:00 alcune unità sbarcarono a Pelagosa, ma rientrarono alle 08:20 senza aver trovato personale nemico sull'isola. Alle 12:00 del 24 maggio tutte le unità austro-ungariche erano rientrate nei rispettivi porti di Pola, Sebenico e Cattaro, così come le unità italiane; due giorni dopo fu emanata da parte italiana la dichiarazione di blocco navale a difesa delle sue coste.

### La perdita dell'Amalfie l'occupazione di Pelagosa
Nei piani italiani si dedicava molto spazio alla conquista di isole o territori del nemico e alla costituzione di una base navale. Il comandante in capo delle Forze Navali Riunite, Luigi Amedeo di Savoia-Aosta, voleva in ogni modo un'azione più significativa delle incursioni di disturbo che non stavano producendo alcun risultato tangibile. L'8 giugno annunciò così l'intenzione di occupare a sorpresa l'isola di Lagosta al fine di creare una linea di stazioni di vedetta a est del Gargano, poter usufruire di una base per sommergibili che avrebbero contrastato la navigazione del nemico nella Dalmazia meridionale e istituire un punto di informazioni per poter poi procedere alla volta di Sabbioncello. Ma prima di considerare l'opportunità di occupare Lagosta, era necessario occupare in modo permanente la piccola isola di Pelagosa e stabilirvi una stazione di segnalazione.

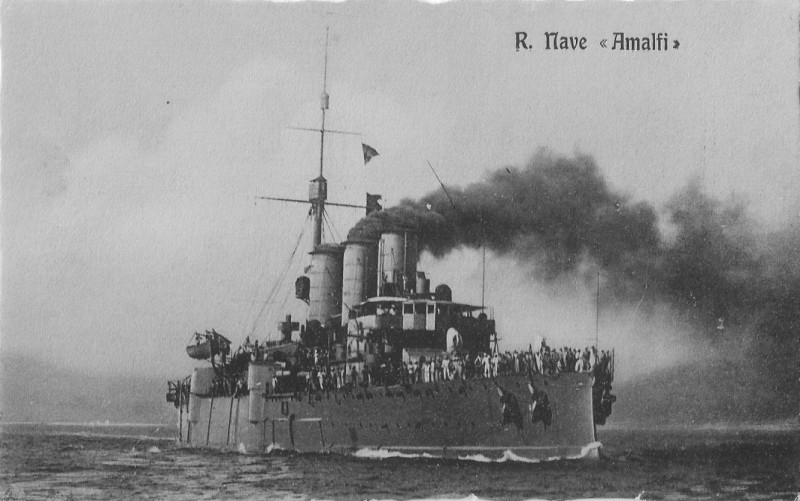
L'incrociatore della Regia Marina Amalfi in navigazione

L'ammiraglio Revel approvò il piano, ma ammonì il Duca di riflettere sugli sviluppi, in quanto a nord l'esercito avanzava a fatica, e l'atteggiamento passivo del Montenegro e la momentanea inattività della Serbia erano fattori che avrebbero concesso all'Austria-Ungheria di poter rivolgere contro l'Italia maggiori attenzioni, anche e soprattutto sul mare.
Intanto, nell'Alto Adriatico, l'arrivo dei sommergibili tedeschi iniziò a mietere le prime vittime tra le forze dell'Intesa. Il 7 luglio, durante un'operazione di copertura del fianco destro dell'esercito, l'incrociatore Amalfi scortato da due sole torpediniere fu silurato dall'UB 14, al comando del sottotenente di vascello tedesco von Heimburg. Il piccolo sommergibile era stato appena assemblato nei cantieri di Pola e di lì a poche settimane sarebbe partito per il mar Egeo. La perdita dell'Amalfi fu per gli italiani il primo vero disastro navale dall'entrata in guerra; Revel si infuriò con l'ammiraglio Cagni, a cui erano state affidate tutte le forze presenti a Venezia, e giudicò la scorta di due torpediniere assolutamente insufficiente, puntualizzando che sarebbero state necessarie almeno sei di tali unità: come provvedimento fu limitata l'autonomia decisionale di Cagni. L'ammiraglio Revel comunque non mise in discussione la presenza di grandi unità a Venezia; queste avevano lo scopo di imporre alla flotta austro-ungarica l'eventuale uscita dai propri porti solo con navi di pari valore e quindi a correre più rischi. Ma le attività dei sommergibili austro-ungarici non si limitarono all'azione del 7 luglio: già il 1º giugno, mentre effettuava delle prove, lo stesso von Himburg a bordo dell'UB 15 (U 11 per gli austriaci) affondò il sommergibile italiano Medusa; il battello austro-tedesco entrò poi ufficialmente in servizio solo il 18 giugno.

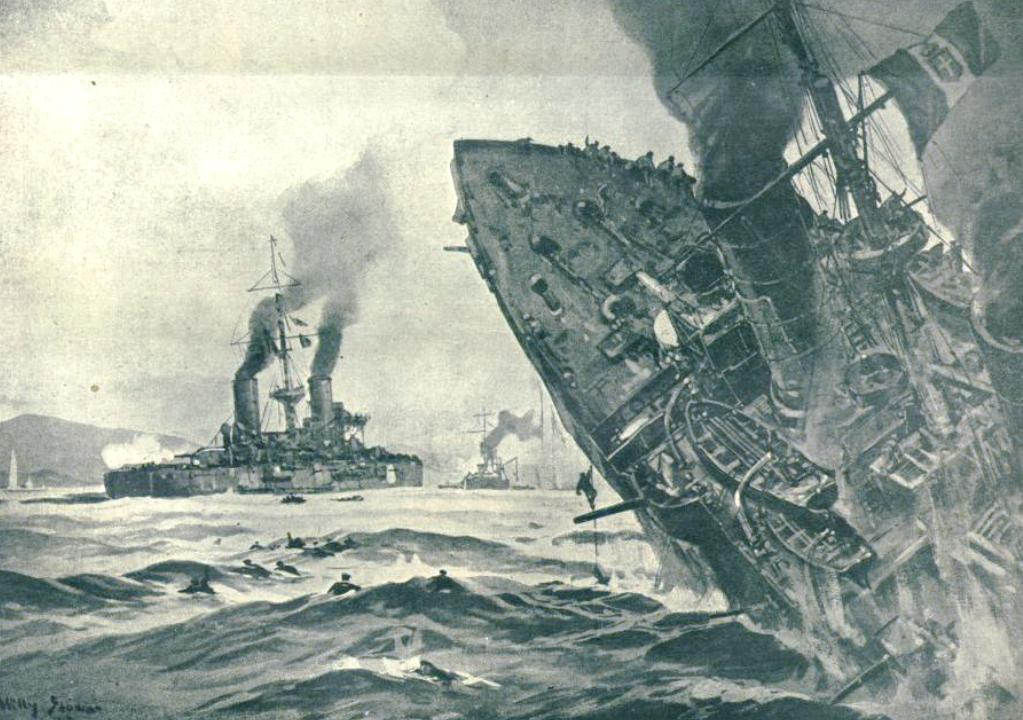
L'incrociatore corazzato Giuseppe Garibaldi affonda, colpito dai siluri del sommergibile U 4

Intanto l'11 luglio gli italiani occuparono Pelagosa senza incontrare resistenza e vi stabilirono una guarnigione di 90 uomini; il Duca degli Abruzzi riprese in esame possibili azioni a sud per costringere la flotta austro-ungarica a uscire, così, nel preparare un eventuale attacco contro Ragusa, venne rinnovato l'attacco contro la sua ferrovia come già avvenuto il 5 giugno precedente, e proprio in questa occasione vi fu una seconda grande perdita per la flotta italiana: al mattino del 18 luglio l'U 4 affondò l'incrociatore corazzato Giuseppe Garibaldi al largo della costa dalmata e le ripercussioni di questa perdita sui piani di conquista di Lagosta furono immediate. Il Capo di Stato Maggiore dell'esercito, generale Luigi Cadorna, nel contempo fece inoltre sapere che non avrebbe potuto mettere a disposizione uomini e soprattutto artiglierie: tale atteggiamento dell'esercito, unito al rischio dei siluramenti dei sommergibili austro-ungarici, fece desistere il governo. Nel frattempo gli austro-ungarici vennero a conoscenza della presenza italiana a Pelagosa e il 28 luglio l'incrociatore leggero Helgoland, sette cacciatorpediniere e quattro torpediniere supportarono uno sbarco di truppe austro-ungariche sull'isola, che però furono respinte dal presidio italiano. Gli austro-ungarici risposero allo smacco il 5 agosto quando riuscirono ad affondare il sommergibile italiano Nereide che proteggeva l'isola.
Mentre l'ammiraglio Revel e il Duca degli Abruzzi ancora consideravano un'azione contro Lagosta, il 17 agosto una forza navale austro-ungarica, partita da Sebenico e composta dagli incrociatori leggeri Helgoland, SMS Saida e quattro cacciatorpediniere, bombardarono nuovamente l'isola coadiuvate da alcuni idrovolanti; le installazioni costruite e la cisterna d'acqua dolce andarono distrutte. Nel corso della giornata Revel diramò l'ordine di evacuazione e il giorno seguente gli italiani, protetti dalla presenza massiccia di cacciatorpediniere e incrociatori arrivati da Brindisi, completarono l'evacuazione concludendo di fatto le loro aspirazioni sulle due isole.
Con la perdita del Garibaldi iniziarono anche le polemiche tra il Capo di Stato Maggiore Thaon di Revel e il comandante dell'Armata Navale Duca degli Abruzzi, ulteriormente fomentate dall'incidente che colpì la nave da battaglia Benedetto Brin, la cui polveriera saltò in aria il 27 settembre senza che una commissione d'inchiesta riuscisse a spiegarne la reale causa. Questo episodio fu il momento culminante della crisi in cui versavano i vertici della Regia Marina e per evitare sconvolgimenti che avrebbero procurato danni irreparabili all'intera forza navale, il Capo di Stato Maggiore l'11 ottobre dette le dimissioni, accettando l'incarico di comandante della piazza marittima di Venezia, con compiti che prevedevano anche la cooperazione con l'esercito. Al suo posto fu chiamato il contrammiraglio Lorenzo Cusani.

### I sommergibili e il blocco del canale d'Otranto

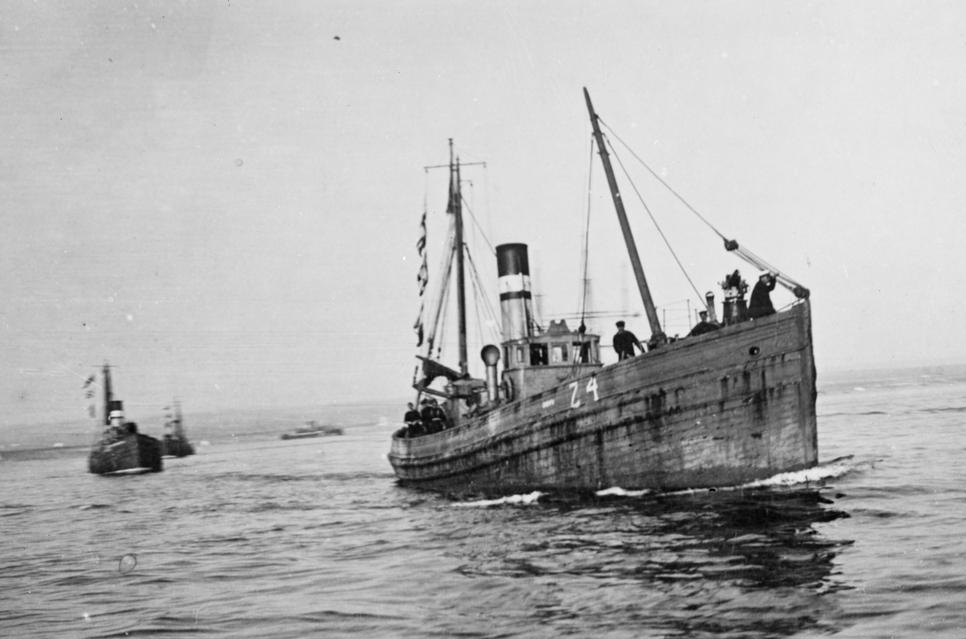
Alcuni drifters britannici, partiti dalle loro basi nell'Adriatico, si dirigono sul canale d'Otranto

Gli austro-ungarici offrirono fin dai primi momenti del conflitto le loro basi di Pola e Cattaro agli alleati tedeschi, i quali risposero con l'invio via treno nel marzo 1915 dei primi sommergibili, che sarebbero stati poi montati nei porti di Pola per operare nell'Adriatico e nel Mediterraneo. Nel novembre 1915 l'attività dei battelli era pianificata presso la neocostituita flottiglia di sommergibili tedeschi nel Mediterraneo (Mittelmeerdivision) che fu divisa in due sezioni: una con base a Pola e l'altra a Cattaro. Per contrastare tale azione e soprattutto per sbarrare il passaggio nel canale d'Otranto ai battelli avversari, gli Alleati inviarono diversi battelli in funzione antisommergibile, molti dei quali erano dei pescherecci (drifter se a un albero, trawler se con due) che si dimostrarono particolarmente adatti per questo tipo di operazioni. In Italia non vi erano sufficienti mezzi per tali operazioni, così si pose rimedio acquistandone alcuni dall'estero; i britannici, i più colpiti dall'azione dei sommergibili tedeschi nel Mediterraneo, inviarono nell'Adriatico 65 drifter, di cui mantennero la responsabilità d'impiego, e che il 26 settembre 1915 iniziarono a effettuare una crociera permanente lungo il canale d'Otranto. La protezione dei drifter con cacciatorpediniere e incrociatori leggeri fu assegnata alla flotta italiana.
Lo Stato maggiore italiano, peraltro, aveva calcolato in almeno cento drifter il numero minimo per svolgere un'azione di sbarramento soddisfacente, ma i britannici non riuscirono subito a rispondere a tale richiesta, tanto che a novembre inviarono solo altre venti imbarcazioni. Il numero delle navi mercantili alleate perdute nel Mediterraneo continuava però a salire e per ovviare al problema, tra il 29 novembre e il 3 dicembre, si tennero a Parigi diverse riunioni, in cui venne decisa la divisione del Mediterraneo in diciotto zone operative che, in base agli interessi di ciascuna nazione, furono ripartite tra i tre alleati. Ogni nazione doveva gestire i movimenti e pattugliare le aree di competenza con le proprie unità e furono inoltre ridotti al minimo i viaggi e i trasporti sul mare; fu infine stabilito che i bastimenti avrebbero dovuto viaggiare in gruppi, seguendo rotte protette.

### L'evacuazione dell'esercito serbo

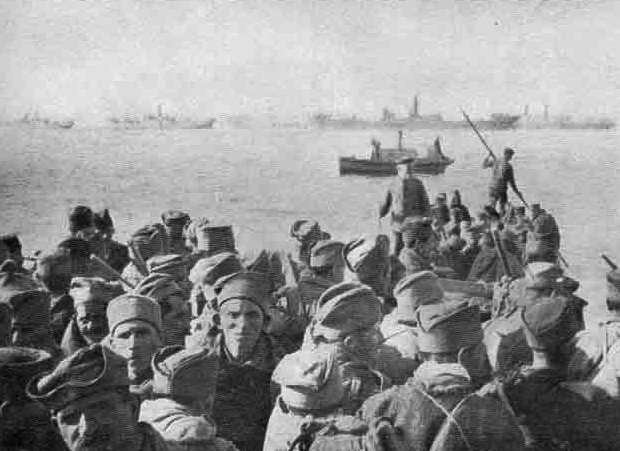
Soldati serbi arrivati sulla costa albanese dopo la ritirata

Il 6 settembre 1915 la Bulgaria entrò in guerra a fianco degli Imperi centrali e il suo contributo diede la spinta sufficiente a portare al collasso la Serbia, che fino ad allora era riuscita a contenere le offensive austro-ungariche. L'8 ottobre iniziò l'offensiva che si concluse con la rotta dell'esercito serbo e con l'occupazione di Belgrado, costringendo il governo serbo a rifugiarsi a Scutari in Albania. In risposta a ciò gli Alleati tentarono di attaccare l'esercito bulgaro da sud, ottenendo il permesso della Grecia di sbarcare un corpo di spedizione alleato a Salonicco al comando del generale francese Maurice Sarrail. L'operazione ebbe inizio il 6 ottobre, ma l'impeto dell'esercito bulgaro costrinse gli Alleati a mantenersi sulla linea di confine con il solo scopo di garantire sicurezza agli sbarchi e contenere un eventuale attacco alla Grecia. Il 28 ottobre l'esercito bulgaro si congiunse con le forze austro-tedesche sotto il comando del generale August von Mackensen; le truppe degli Imperi centrali iniziarono a spingere verso ovest l'esercito serbo, il quale iniziò un'inesorabile ritirata verso la costa albanese.
I vertici militari e politici italiani reagirono al collasso serbo inviando un corpo di spedizione a Valona, allo scopo di prevenire l'occupazione austro-ungarica della parte meridionale dell'Albania; ancor più importante, i reparti nei Balcani ricevettero l'ordine di spingersi nell'entroterra per una profondità tale da garantire la sicurezza di una nuova base navale che si intendeva instaurare e che, con Brindisi, avrebbe costituito la chiave per il controllo del canale d'Otranto. Intanto la ritirata serba stava assumendo proporzioni disastrose: soldati, prigionieri austro-ungarici, sbandati e civili retrocedevano senza alcun ordine, decimati dall'artiglieria nemica, dalle malattie e dall'inedia. Il 30 novembre i serbi passarono il confine albanese diretti verso San Giovanni di Medua, proprio mentre il trasporto di rifornimenti dall'Italia in Albania si faceva più cospicuo, e allo stesso tempo rivelava tutti i suoi rischi. La flotta italiana perse diverse imbarcazioni minori cariche di rifornimenti e munizioni dirette a San Giovanni di Medua e Durazzo, colpite da cacciatorpediniere e sommergibili nemici, così fu subito evidente la necessità di disporre di tutte le forze, anche quelle alleate previste dalla conferenza di Parigi.

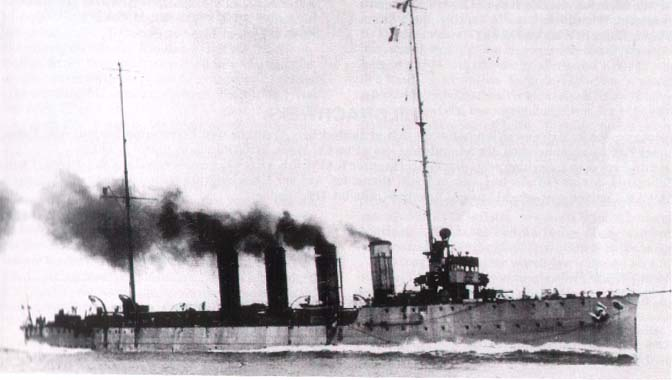
L'incrociatore leggero SMS Helgoland

Dopo aver pesantemente rinforzato il golfo di Valona con l'invio di navi da guerra, batterie di cannoni costieri, unità di dragaggio e un hangar smontabile per idrovolanti, la base di Valona fu rafforzata con l'invio di 8 550 soldati che raggiunsero il numero di 28 000 il 12 dicembre. Tali movimenti non lasciarono indifferente la flotta austro-ungarica. Già il 29 novembre l'Armeeoberkommando (AOK) aveva ordinato a Haus di stabilire un pattugliamento permanente delle coste albanesi e questi inviò a Cattaro alcune delle sue unità più nuove e veloci, le quali rimasero nella base fino alla fine della guerra: si trattava degli incrociatori leggeri Helgoland e SMS Novara, di sei cacciatorpediniere classe Tatra e sei siluranti classe T-74, oltre a un'unità rifornitrice per la nafta, la SMS Vesta. Il 5 dicembre il Novara con quattro cacciatorpediniere e tre torpediniere salpò verso la foce del fiume Boiana per bombardare la costa; ripeté l'azione a San Giovanni di Medua, dove andarono a picco il piroscafo italiano Benedetto Giovanni e il greco Thira carico di munizioni. La squadra austro-ungarica diresse verso Cattaro, quindi navigò in direzione nordovest, dove il cacciatorpediniere SMS Warasdiner intercettò e affondò il sommergibile francese Fresnel, che il giorno prima si era arenato al largo dell'estuario del Boiana. Il giorno dopo l'Helgoland con sei cacciatorpediniere e due sommergibili si diresse indisturbato a Durazzo dove affondò diverse unità minori. L'ultima azione austro-ungarica del 1915 si svolse nella notte tra il 28 e il 29 dicembre, quando l'Helgoland e cinque moderni cacciatorpediniere classe Tátra salparono per pattugliare il mare tra Durazzo e Brindisi: affondarono il sommergibile francese Monge ma, dopo essere entrate nel porto di Durazzo e aver distrutto alcune unità minori, le navi finirono sotto il tiro di cannoni terrestri, posizionati nel castello a nord della città. Iniziò uno scambio di salve e al contempo una serie di manovre evasive che portarono però gli austro-ungarici vicini a un campo minato; il cacciatorpediniere SMS Lika, alle 08:03, colpì con la parte poppiera dello scafo e della zona delle caldaie due ordigni, che provocarono una serie di esplosioni. Il comandante ordinò quasi subito l'abbandono nave e poco dopo le fiamme avvolsero il deposito munizioni, determinando un violento scoppio che fece definitivamente affondare il Lika. Anche il cacciatorpediniere SMS Triglav aveva urtato una mina a pochi minuti dal Lika, la cui detonazione sotto la caldaia poppiera uccise otto uomini e lo rese incapace di manovrare. Fu quindi preso a rimorchio dal Tátra che diresse sul golfo di Cattaro, ma il cavo di traino cedette dopo poco e la squadra si fermò a soccorrere l'equipaggio del Triglav; proprio allora furono avvistate unità nemiche di tipo Quarto e Weymouth, dirette verso la squadra austro-ungarica. Infatti, intorno alle 07:00, ricevuto l'allarme, i comandi italiani avevano fatto salpare da Brindisi diverse unità italo-franco-britanniche che si misero all'inseguimento dei nemici: il Triglav immobile fu intercettato e affondato, l'inseguimento continuò per tutta la giornata del 29, tuttavia le due flotte non vennero mai a contatto e l'Helgoland e gli altri cacciatorpediniere riuscirono a sfuggire.

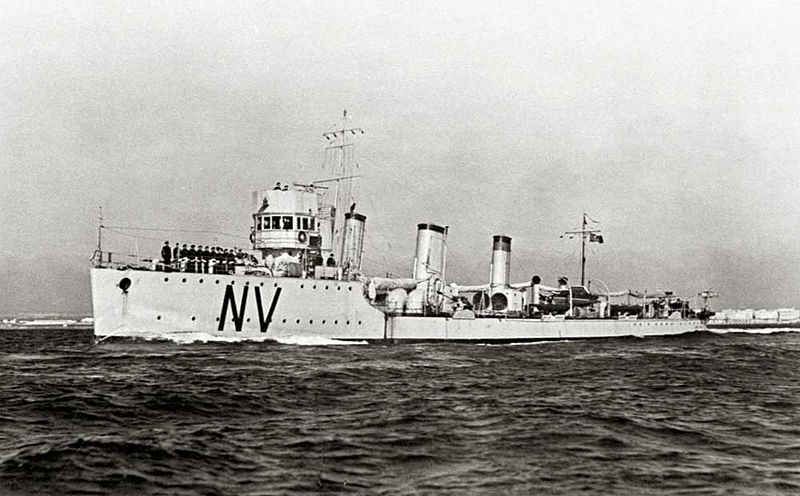
Il cacciatorpediniere, una delle unità della Regia Marina che partecipò all'inseguimento della squadra austriaca il 29 dicembre

Dopo aver terminato le azioni navali e di terra che portarono alla caduta di monte Lovčen, a cui parteciparono molte unità tra cui il Budapest, il Kaiser Karl VI, il Kaiser Franz Joseph I e l'incrociatore leggero Panther, la marina austroungarica si concentrò contro le operazioni di evacuazione dell'esercito serbo con l'ausilio di idrovolanti, sommergibili e naviglio sottile. Furono molte le azioni di disturbo, ma non ci fu mai un vero scontro se non il 6 febbraio, quando l'Helgoland appoggiato da 6 torpediniere del 1º e 5º gruppo, ingaggiarono nel tardo pomeriggio tra Brindisi e Durazzo l'incrociatore britannico Weymouth e il caccia francese Bouclier. Seguì uno scontro a fuoco che portò le navi austroungariche a ritirarsi nella sicura base di Cattaro. Durante tutto il periodo le unità austro-ungariche ostacolarono efficacemente le operazioni di imbarco e trasporto dei serbi e lo sgombero di Durazzo da parte degli italiani, ma nel fare ciò si trovarono di fronte a grandi difficoltà di carattere geografico, meteorologico e nautico, e anche a uno squilibrio di forze radicalmente sfavorevole. Gli incrociatori corazzati e le navi da battaglia non furono mai impiegate e ciò è in parte spiegabile (secondo lo storico Hans Sokol) con le poche e frammentarie notizie che i comandi austro-ungarici possedevano sull'evacuazione in atto. L'azione della marina italiana fu peraltro sottovalutata e perciò non si ritenne necessario intervenire con forze più rilevanti di quelle poi effettivamente adoperate.
Nonostante le difficoltà logistiche e l'azione del nemico, la Regia Marina il 12 dicembre iniziò le operazioni di imbarco dell'esercito serbo da Medua e Durazzo, mentre i prigionieri austro-ungarici furono imbarcati da Valona. In due mesi 45 navi italiane, 25 francesi e 11 britanniche effettuarono centinaia di viaggi tra le coste della penisola e i porti di Medua, Valona e Durazzo, durante un'operazione combinata in cui gli italiani diedero un contributo essenziale. Fino al 9 febbraio 1916, giorno in cui salpò da Durazzo l'ultimo vascello carico di soldati serbi, furono evacuati 260 895 uomini tra soldati e profughi, inviati perlopiù a Corfù, mentre i prigionieri austro-ungarici furono trasferiti nelle isole di Lipari e dell'Asinara. Nel contempo furono inviati in Albania 73 355 uomini del corpo di spedizione italiano in Albania, con relative provviste e artiglierie.

## Operazioni nel 1916

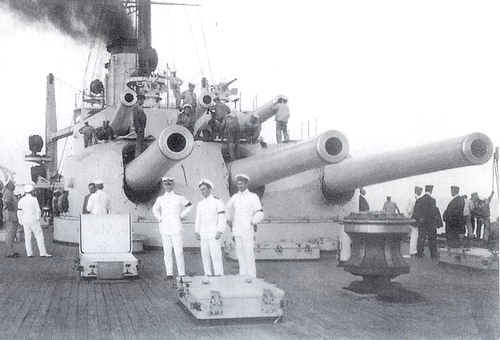
I cannoni di poppa della nave da battaglia

Il primo anno di guerra per l'Italia si concluse senza l'auspicato scontro tra le flotte, e anzi mise in luce la nuova fisionomia che stava assumendo la guerra marittima nell'Adriatico: in questo teatro di guerra le più forti flotte dell'Intesa si vedevano contrastate efficacemente da una marina di minor potenza, che trovava la sua forza nel contesto geografico in cui operava e nell'utilizzo specifico dei sommergibili, delle mine marine e degli aerei. Proprio con l'introduzione del sommergibile cambiò il concetto di "dominio del mare": ora il controllo del mare non era più esercitato solo sulla superficie, ma era diventato più complesso e si doveva tener conto delle unità che si celavano nelle profondità.
Nell'attacco sferrato il 24 maggio 1915 contro le coste orientali dell'Italia si vide riunita pressoché tutta intera la flotta da guerra austroungarica, ma l'effetto materiale che essa si riprometteva venne a mancare, perché la flotta avversaria non ricercò la battaglia navale. Gli scontri che si susseguirono nel corso delle piccole operazioni fra flottiglie, gli attacchi alle località costiere, l'attività dei sommergibili e dei velivoli, la guerra di mine, potevano produrre successi localizzati ma non avevano influenza sul dominio dell'Adriatico. Per ottenere questo mancava alla imperial regia flotta austroungarica la superiorità materiale necessaria, agli italiani e ai loro alleati la decisione per forzare a battaglia il nemico con l'azione strategica. D'altra parte la guerra marittima di carattere militare andò sempre più perdendo di importanza di fronte alla guerra al commercio tramite l'utilizzo dei sommergibili, per i quali i porti militari dell'Austria-Ungheria divennero importantissimi punti di partenza per operazioni nel Mediterraneo.
La supremazia navale si basava ora su due componenti principali: la prima prevedeva l'impiego costante di unità di superficie sottili e veloci e delle nuove macchine da guerra, atte a logorare e interdire le forze di superficie nemiche; la seconda si basava sul mantenimento della "flotta in potenza", per fissare e vincolare le forze avversarie.
Aderendo a tali concezioni tattico-strategiche, la flotta italiana lentamente si adeguò a queste esigenze, mettendo in campo naviglio e idrovolanti atti a rispondere alle azioni dei siluranti austriaci verso le coste, migliorando e rinforzando le difese litoranee, aumentando la produzione di sommergibili, siluranti, aerei e mettendo in linea i primi motoscafi armati siluranti (MAS). Iniziò così lo sviluppo di quel nuovo modo di combattere che sarà denominato "strategia della battaglia in porto".

### I forzamenti di Trieste, Parenzo, Pirano e Fasana

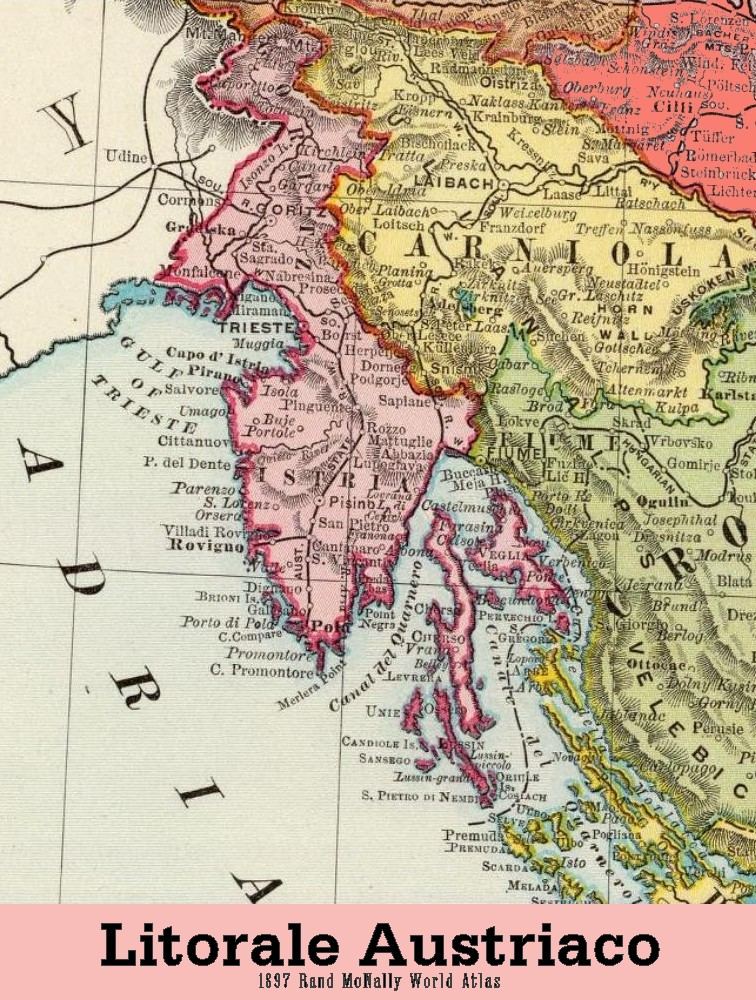
Mappa del 1897 del litorale austriaco nell'Alto Adriatico, dove si possono individuare le città-obiettivo dei forzamenti italiani

Nell'Alto Adriatico e nella piazza di Venezia al comando dell'ammiraglio Revel, le operazioni delle unità da guerra di superficie si ridussero a sole azioni di rinforzo alle batterie costiere, mentre intensa divenne la guerra di mine, che interessò soprattutto le acque intorno a Sebenico e lungo la costa orientale, zone che - grazie al ritrovamento di documenti a bordo dell'UC 12 - si scoprì essere abitualmente utilizzate dagli austro-ungarici.
Analizzando la situazione, il Capo di Stato Maggiore decise di spostare l'incrociatore Pisa dalla laguna veneta a Valona, dove avrebbe potuto trovare miglior impiego.
In linea con i nuovi dettami tattici, il 28 maggio fu effettuata la prima azione di forzamento del porto di Trieste, assegnata alla torpediniera 24 O.S. sotto il comando del tenente di vascello Manfredi Gravina guidato da Nazario Sauro: appoggiata da un MAS, avrebbe dovuto entrare nel porto e silurare qualche grosso piroscafo ormeggiato in banchina. Sfruttando l'oscurità, la torpediniera riuscì a eludere la sorveglianza e penetrare all'interno delle ostruzioni dall'ingresso di Muggia; lì venne tuttavia scorta e mosse dunque con rapidità verso delle sagome assimilabili a sovrastrutture di mercantili, contro le quali lanciò due siluri che colpirono però una banchina, dietro la quale erano effettivamente ormeggiati alcuni piroscafi. Prima ancora di essere illuminata dai proiettori nemici, la torpediniera uscì dal porto ricongiungendosi al MAS e rientrò a Grado.
Il mese successivo, i comandi italiani iniziarono a sospettare che gli austro-ungarici avessero attivato una stazione idrovolanti a Parenzo la quale, a causa della sua vicinanza alle linee italiane, sarebbe stata potenzialmente molto pericolosa; tuttavia alcuni informatori sostenevano che la stazione si trovasse sull'isolotto di San Nicolò, cosicché venne preparata un'azione navale per l'individuazione precisa del sito. La spedizione, sotto il comando del capitano di vascello Morano Pignatti, fu effettuata il 12 giugno dal cacciatorpediniere Zeffiro e dalle torpediniere 30 P.N. e 46 P.N., con la copertura ravvicinata dei cacciatorpediniere Fuciliere e Alpino; infine i cacciatorpediniere Francesco Nullo e Giuseppe Missori vennero posti a sostegno di tutto il gruppo. Il gruppo navale non trovò nulla sull'isolotto e così il comandante decise di proseguire fino a Parenzo per ispezionare il porto e magari fare qualche prigioniero da interrogare; Nazario Sauro al comando dello Zeffiro accostò alla banchina dove venne catturata una sentinella, che indicò la penisola di San Lorenzo come base degli idrovolanti, ma altre due sentinelle scapparono e, prima che queste riuscissero a dare l'allarme, i cacciatorpediniere si ritirarono velocemente in mare aperto. Quando fu a circa 1000 metri di distanza dal porto, lo Zeffiro sparò alcuni colpi verso la postazione indicata dal prigioniero, ma contemporaneamente le difese del porto risposero al fuoco, cui a loro volta fecero eco le artiglierie delle torpediniere di appoggio. Il tiro durò 20 minuti, dopodiché le forze italiane si ritirarono, ma sulla rotta di ritorno subirono un attacco di idrovolanti partiti da Pola e dalla stessa Parenzo, che causarono 4 morti e diversi feriti. L'incursione confermò comunque i sospetti dei comandi della Regia Marina.

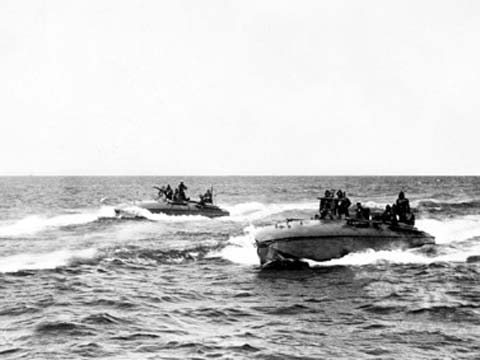
Motoscafi Armati Siluranti in esercitazione

Sempre nel mese di giugno, i comandi italiani decisero di tentare la cattura del piroscafo Narenzio ormeggiato nel porto di Pirano: il pomeriggio del 25 la torpediniera 19 O.S. appoggiata dalle pari classe 20 O.S. e 21 O.S., partì dal porto di Grado. La 19 O.S. attraccò alla banchina dinanzi al piroscafo, ma mentre i marinai procedevano a disormeggiare il mercantile e neutralizzare le sentinelle fu dato l'allarme che costrinse la torpediniera a riprendere velocemente il mare e ricongiungersi con la scorta per rientrare a Grado. Dopo questa azione le attività esplorative subirono una grossa flessione, al fine di ridurre l'impiego delle unità, preservarle per il futuro e mantenerle efficienti in supporto all'esercito che sembrava fosse in procinto di entrare a Trieste. L'aviazione marittima poté invece contare su un graduale aumento di uomini e mezzi, mentre i sommergibili continuarono nelle loro azioni di agguato lungo le coste nemiche.
L'anno si chiuse nell'Alto Adriatico con un'azione nel cuore dei possedimenti austriaci, nel tentativo di forzamento del canale di Fasana. Il 28 ottobre, dopo aver individuato la presenza della corazzata pluricalibro SMS Erzherzog Franz Ferdinand e dell'incrociatore Kaiserin und Königin Maria Theresia tramite ricognizione aerea, l'ammiraglio Revel approvò il piano proposto dal capitano di vascello Morano Pignatti per un attacco alle unità nemiche eventualmente presenti nel canale di Fasana; l'ufficiale prevedeva di superare le interdizioni marine tramite un macchinario a prora di una torpediniera, che munita di due pesi da due tonnellate ciascuno avrebbe abbassato la rete di ostruzione e consentito a due MAS di entrare nel canale. Nella notte tra il 1° e il 2 novembre la torpediniera 9 P.M. e il MAS 20 scortati direttamente dallo Zeffiro, dagli esploratori Guglielmo Pepe e Alessandro Poerio, dai cacciatorpediniere Nullo e Missori, dai sommergibili Galileo Ferraris, Argo e Fisalia, si presentarono fuori dal canale dove la torpediniera abbassò l'ostruzione consentendo al MAS del tenente di vascello Ildebrando Goiran di penetrare nel canale; alle 03:10, a 400 metri dal bersaglio (individuato nel piroscafo Hars di 7 400 tonnellate), Goiran lanciò due siluri che però non esplosero, inducendo il comandante a supporre la presenza di reti anti-siluro (in realtà furono gli acciarini tagliareti a non funzionare). Non ci fu alcuna reazione del nemico, tanto che alle 03:40 il MAS prese la via d'uscita e si rimise in formazione per il rientro. L'azione non sortì il risultato materiale sperato, ma conseguì un ottimo risultato morale, tanto che fu lodata dall'ammiraglio Revel il quale diede un'ulteriore accelerazione allo sviluppo e alla creazione di unità di motoscafi siluranti. Gli austro-ungarici, davanti all'atteggiamento offensivo italiano, assunsero una condotta ancor più conservatrice, lasciando esclusivamente agli aerei il compito di attaccare le postazioni italiane lungo la costa e rafforzando le operazioni subacquee.

### La minaccia dei sommergibili

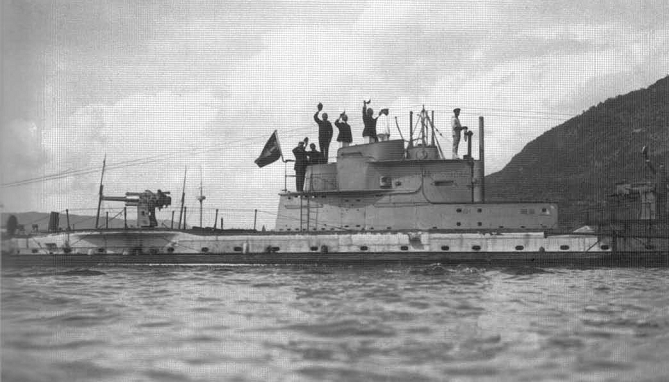
Il sommergibile U 35 a Cattaro

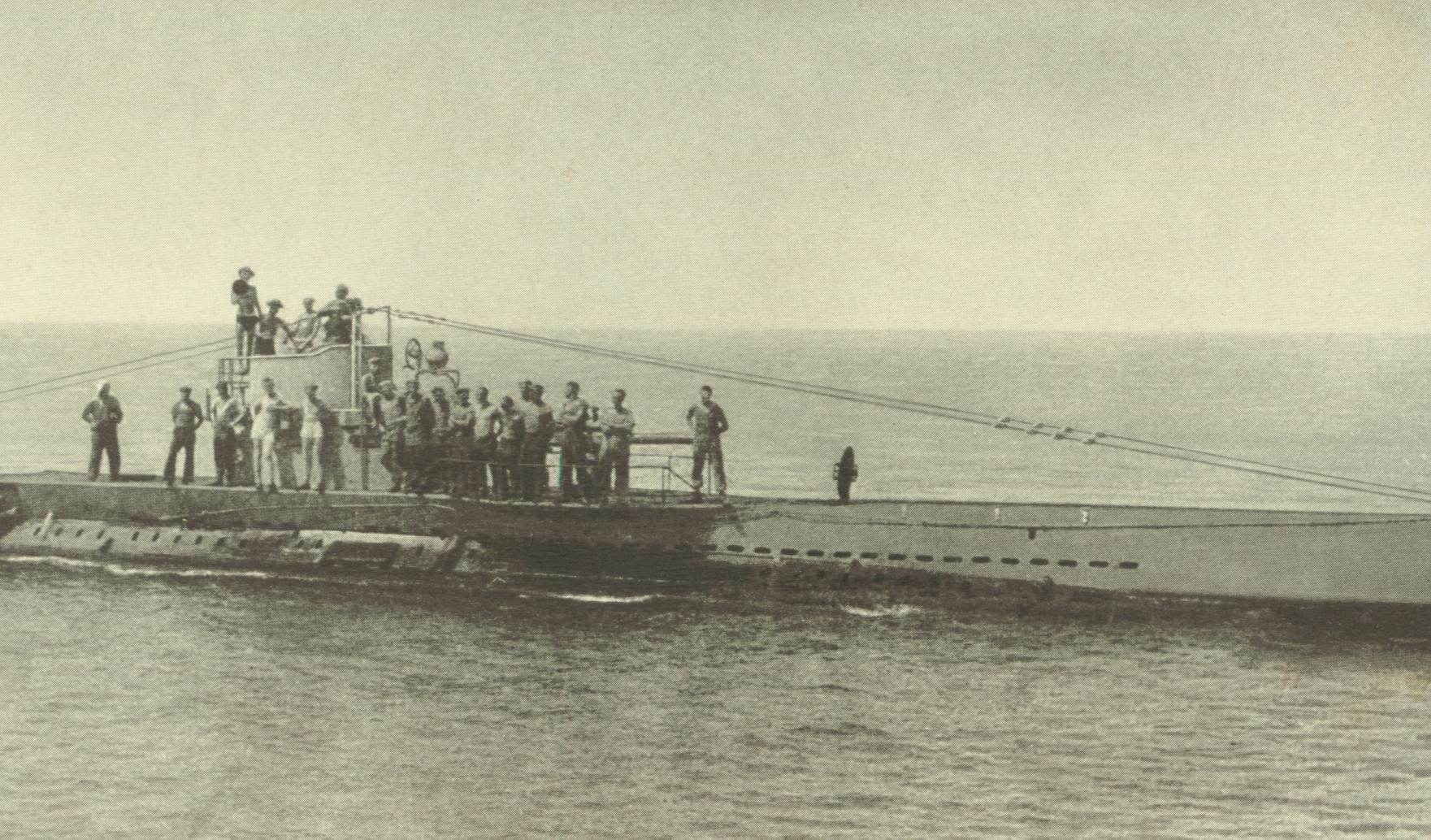
Il sommergibile U 38

Il 28 agosto 1916 l'Italia dichiarò guerra alla Germania, dandole motivo più che sufficiente per ordinare di ammainare la bandiera austro-ungarica dai suoi battelli operanti in Mediterraneo e issare quella della Kaiserliche Marine.
Su suggerimento del Ministro degli esteri austro-ungarico, l'Admiralstab tedesco acconsentì invece alla richiesta di incorporare formalmente i sommergibili tedeschi, che avevano utilizzato bandiera austriaca, nei registri della k.u.k. Kriegsmarine. Questi sarebbero stati poi registrati con data antecedente alla dichiarazione di guerra con l'Italia per evitare l'arbitrato internazionale e non insospettire i nemici con la scomparsa repentina dei sommergibili austro-ungarici dall'Adriatico. Così a fine settembre tre dei sei sommergibili che avevano condotto azioni contro la marina italiana (U 35, U 38, U 39) furono inquadrati nel naviglio austro-ungarico, mantenendosi però dipendenti dall'Admiralstab, mentre gli altri tre furono cancellati dai registri (U 33, U 34, U 21). Gli altri sommergibili tedeschi che non si erano mai spacciati per austro-ungarici non sarebbero stati inclusi nel naviglio della marina di Vienna.
Nel frattempo la campagna dei sommergibili tedeschi nel Mediterraneo (detta Handelskrieg) nell'estate 1916 si rivelò molto redditizia e tale si mantenne tra l'ottobre e il dicembre dello stesso anno: la media mensile del tonnellaggio affondato dai sommergibili tedeschi nel Mediterraneo da luglio a dicembre era costantemente sopra le centomila tonnellate, e questi risultati portarono i tedeschi a intensificare la produzione diretta al Mediterraneo e ad applicare regole di ingaggio meno restrittive, con la sola raccomandazione di evitare complicazioni con gli Stati Uniti d'America. Il contributo degli austro-ungarici fu invece molto modesto, soprattutto perché le loro unità non uscivano dall'Adriatico e perché i nuovi U-Boot Tipo UB II in costruzione per l'Austria-Ungheria non sarebbero stati pronti prima del 1917. Lo sbarramento del canale d'Otranto, pur presentando una costante minaccia per il passaggio dei battelli, non riusciva però a impedire totalmente il passaggio ai sommergibili, i quali uscendo dalle basi di Pola e Cattaro lo attraversavano nei punti meno guarniti, penetrando così nel Mediterraneo.

### La situazione delle forze austro-ungariche
I primi giorni del 1916 videro, per quanto riguarda le operazioni di terra, l'inizio della campagna austro-ungarica contro il Montenegro, a cui parteciparono anche alcune unità della k.u.k. Kriegsmarine per garantire l'appoggio di artiglieria al XIX Corpo d'armata austro-ungarico nella conquista di monte Lovćen.
All'azione parteciparono le antiquate navi della 5ª Divisione, cioè la pre-dreadnought Budapest, l'incrociatore corazzato Kaiser Karl VI e gli incrociatori protetti SMS Aspern, SMS Panther e SMS Kaiser Franz Joseph I: tali unità bombardarono ed eliminarono i punti di osservazione alleati sul monte, atti a rilevare i movimenti delle navi austro-ungariche durante il giorno, e ciò consentì all'ammiraglio Haus di spostare la divisione da Sebenico a Cattaro. Il 12 gennaio il Montenegro chiese l'armistizio e uscì dalla guerra; l'evacuazione dei soldati serbi da San Giovanni di Medua dovette essere sospesa il 22 gennaio, spostando il centro d'evacuazione a Durazzo a sud, dove l'operazione si concluse il 9 febbraio. A Durazzo era ancora presente una guarnigione italiana, ora minacciata dall'avanzata austro-ungarica, cosicché la Regia Marina dovette sobbarcarsi anche l'evacuazione frettolosa delle proprie truppe, che si concluse tra il 25 e il 27 febbraio con grandi difficoltà e sotto il fuoco nemico, causando oltre 800 morti.

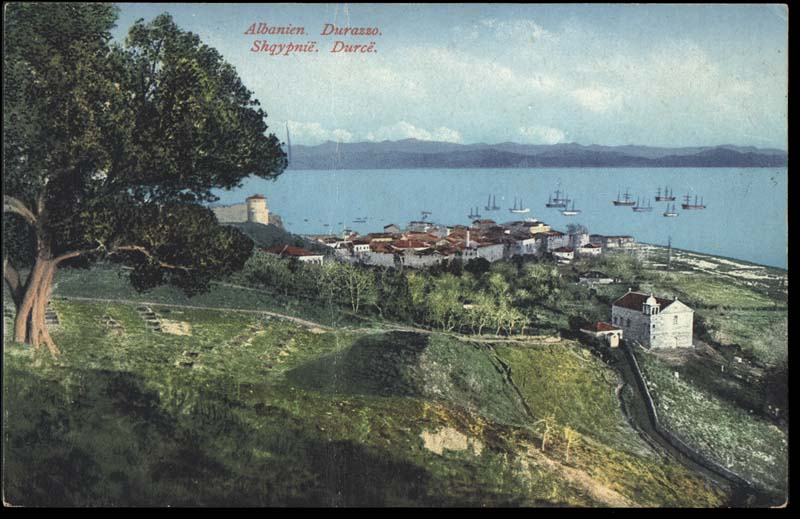
Vista panoramica del porto di Durazzo nel 1905

A maggio Haus venne promosso al grado di Großadmiral, il primo e unico a essere insignito di questo rango nella k.u.k. Kriegsmarine; ma, nonostante la minore aggressività della flotta italiana, non cambiò il suo atteggiamento difensivo. Haus constatò che dopo la perdita del Garibaldi anche il Duca degli Abruzzi, suo diretto rivale e comandante in capo dell'Armata Navale italiana, aveva iniziato a soppesare ogni minimo spostamento delle sue unità maggiori, e credeva che perdere una nave della stessa portata avrebbe nuovamente invogliato i nemici a uscire con le navi da battaglia, rischiando di ingaggiare uno scontro che l'ammiraglio austriaco, in realtà, non cercava. Inoltre nei due anni di guerra appena passati la k.u.k. Kriegsmarine non era stata capace di varare che un modesto numero di unità di naviglio leggero: aveva costruito solo quattro cacciatorpediniere di una versione migliorata della classe Tatra, di cui due andarono a rimpiazzare quelli persi il 29 dicembre 1915. Indubbiamente pesò il fatto che gli importanti cantieri di Monfalcone fossero praticamente sulla linea del fronte e che, infine, finissero per essere conquistati dalle truppe italiane.

### Le operazioni nel Basso Adriatico
Anche nel Basso Adriatico si intensificò da parte italiana l'utilizzo di MAS, sommergibili, idrovolanti e torpediniere, nel tentativo di contrastare i convogli che da Cattaro e dalla Dalmazia portavano i rifornimenti alle truppe austro-ungariche che occupavano l'intera Albania in seguito alla campagna gennaio; queste forze peraltro avanzarono lungo la costa, catturando in successione Antivari, San Giovanni di Medua e Durazzo, e solo il porto di Valona rimase in mano italiana.
Fino all'estate del 1916 non si ebbero scontri di particolare importanza da nessuna delle due parti, anzi furono gli austro-ungarici i più operosi, dato che tra febbraio e luglio 1916 bombardarono sia via mare sia dall'aria i porti di Brindisi, Bari, Molfetta, Otranto e Bisceglie e impegnarono molto le loro unità minori in azioni di supporto, scorta e incursione. A marzo arrivarono a Brindisi i primi MAS costruiti dalla ditta SVAN di Venezia, che formarono la 1ª Squadriglia; cominciò in quel periodo lo studio di un piano per il forzamento con i nuovi motoscafi armati siluranti del porto di Durazzo, ove era spesso segnalata la presenza di grossi piroscafi.

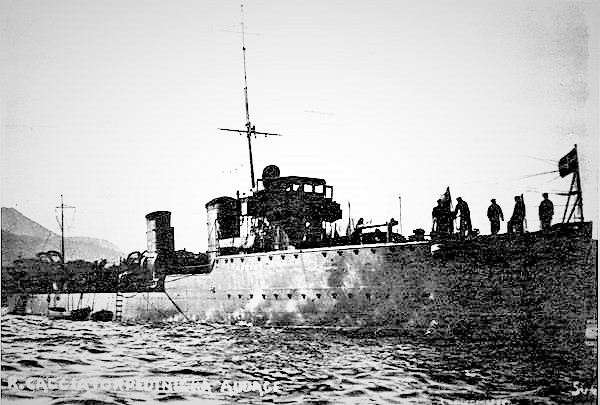
Il cacciatorpediniere Audace, una delle unità che partecipò all'azione dei MAS del 6 giugno 1916

Il 6 giugno il MAS 5 e il MAS 6 partirono alla volta del porto di Durazzo, dove era confermata la presenza di un piroscafo e di alcune unità minori. Rimorchiati rispettivamente dalle torpediniere 38 P.N. e 34 P.N. scortate da quattro cacciatorpediniere francesi, poco dopo le 01:00 i due MAS si sganciarono e mossero verso il porto. Lanciarono un siluro ciascuno verso il piroscafo Lokrum, e la doppia esplosione fece scattare l'allarme ma non vennero accesi i proiettori né fu fatto fuoco, forse perché il nemico fu preso totalmente alla sprovvista. Prima ancora di capire l'origine dell'attacco, i due MAS erano già usciti dal porto e alle 03:30 rientrarono alla base. Lo stesso 6 giugno era iniziato il rientro di alcune truppe italiane dall'Albania e l'intenso movimento dei convogli attirò l'attenzione dei sommergibili nemici; l'8 giugno l'U 5, a 15 miglia a sud-ovest di Capo Linguetta, intercettò un convoglio che scortava i piroscafi Principe Umberto e Ravenna carichi di uomini: da circa 1 000 metri il sommergibile lanciò due siluri che squarciarono la poppa del Principe Umberto, il quale affondò in pochi minuti. Dei 2 821 uomini imbarcati, solo 895 furono i superstiti, mentre l'U 5 riuscì a sfuggire alla scorta e rientrare a Cattaro.
Nella notte tra il 25 e il 26 giugno i MAS 5 e 7, agganciati alle torpediniere 36 P.N. e 34 P.N. e scortati a diversa distanza da ben otto cacciatorpediniere, lasciarono il porto di Brindisi diretti a Durazzo. Giunti a 200 metri dal bersaglio lanciarono tre siluri, due dei quali scoppiarono, e sotto il fuoco di fucileria il MAS 7 decise di lanciare il suo ultimo siluro contro un altro piroscafo. Il MAS 5 manovrò per attirare il fuoco su di sé, il motoscafo gemello penetrò ancora più all'interno del porto e lanciò l'ordigno contro un altro piroscafo, che venne seriamente danneggiato. Sempre sotto il fuoco nemico i due MAS riguadagnarono il largo e si riunirono alle torpediniere, rientrando alla base alle 02:40. Si seppe poi che i primi tre siluri avevano impattato contro le reti di protezione anti-siluro e che solo il quarto era andato a segno su un piroscafo da 1 111 tonnellate.

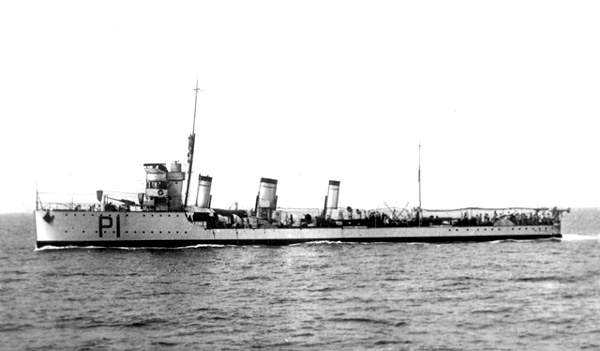
Il cacciatorpediniere Rosolino Pilo che partecipò all'azione del 22 dicembre 1916, qui in una foto dopo il declassamento a torpediniera nel dopoguerra

A luglio furono annullate due azioni dei MAS a causa del maltempo, mentre nei mesi seguenti ci furono diverse altre azioni di forzamento, che portarono però a modesti risultati. L'azione di maggior successo fu quella a opera di sabotatori al soldo dell'Austria-Ungheria che causò l'affondamento della corazzata monocalibro Leonardo da Vinci a Taranto: la sera del 2 agosto infatti, dopo che si erano concluse le operazioni di imbarco munizioni, un incendio sconvolse il deposito di munizioni di bordo e provocò una violenta esplosione che squarciò la carena della nave, che si capovolse in pochi minuti. L'equipaggio lamentò la morte di 237 uomini, tra cui il comandante capitano di vascello Galeazzo Sommi Picenardi. Alla fine dello stesso mese le truppe italiane sbarcarono a Porto Palermo, Capo Linguetta e Corfù, come supporto alle truppe dell'Intesa occupate sul fronte macedone e per controllare meglio il canale di Corfù, dove si sospettava che gruppi filo-tedeschi facilitassero il transito di sommergibili nemici. A ottobre fu occupato anche il porto albanese di Santi Quaranta e l'attività dei convogli che trasportavano truppe si fece sempre più fitta. A questa attività risposero gli austro-ungarici il 5 ottobre, quando l'U 16 affondò il cacciatorpediniere Nembo e un piroscafo. Nonostante tutto gli italiani sbarcarono a Corfù in agosto ben 35 751 uomini, 7 307 quadrupedi, 40 cannoni e 1 174 veicoli.
Gli ultimi mesi dell'anno videro ancora qualche sortita dei MAS verso Durazzo che non portarono a risultati soddisfacenti, mentre l'11 dicembre la pre-dreadnought italiana Regina Margherita, mentre si trasferiva da Valona a Taranto, incappò in un campo minato difensivo a causa della nebbia che aveva tratto in inganno il comandante: la grande unità affondò in sette minuti, portando con sé oltre 600 uomini. L'anno terminò con uno scontro navale nella notte tra il 22 e il 23 dicembre, quando i cacciatorpediniere austriaci Scharfschuetze, Réka, Dinara e Velebit attaccarono una nave in pattuglia sul blocco del canale d'Otranto; questa chiese aiuto ai cacciatorpediniere francesi Casque, Protet, Commandant-Rivière, Commandant-Bory, Dehorter e Boutefeu che stavano scortando un convoglio da Brindisi a Taranto: a causa di problemi nelle comunicazioni solamente il Casque e il Commandant-Rivière attaccarono, ma i locali caldaie del Casque furono colpiti e la nave dovette ridurre la velocità a 23 nodi. Un ulteriore aiuto fu dato dai cacciatorpediniere italiani Giuseppe Cesare Abba, Ippolito Nievo e Rosolino Pilo che salparono dal porto di Brindisi subito seguiti dall'incrociatore leggero britannico Gloucester, scortato dai caccia Impavido e Irrequieto. Le navi italiane e quelle francesi entrarono in collisione nell'oscurità: l'Abba speronò il Casque e pochi attimi dopo il Boutefeu speronò a sua volta l'Abba. Mentre i vascelli danneggiati venivano rimorchiati in porto, le navi austro-ungariche fuggirono nel buio della notte.

## I cambiamenti del 1917

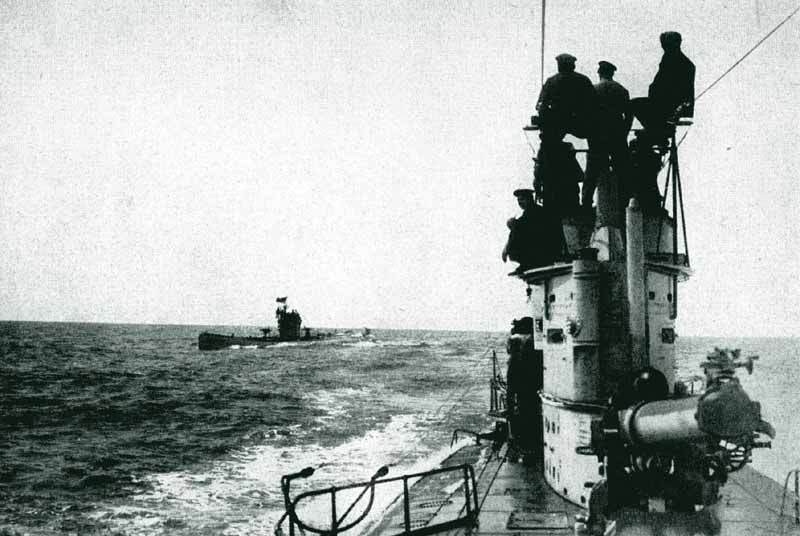
Il sommergibile U 52, sulla destra, incrocia l'U 35 in navigazione nel Mediterraneo

I piani tedeschi presentati per il 1917 dall'ammiraglio Henning von Holtzendorff prevedevano l'introduzione della guerra subacquea senza restrizioni: l'Oberkommandieren della marina tedesca calcolò che i propri sommergibili, liberi dai vincoli imposti dal diritto di preda o dalla preoccupazione per la sicurezza degli equipaggi e dei passeggeri, avrebbero potuto affondare 600 000 tonnellate di naviglio britannico al mese, costringendo il Regno Unito a cercare la pace entro cinque mesi e ridimensionando così sensibilmente il rischio di intervento degli Stati Uniti a fianco dell'Intesa. Ovviamente il Mediterraneo, e in seconda battuta l'Adriatico, rientravano a far parte della lotta senza quartiere dei tedeschi e Anton Haus fu uno dei sostenitori più convinti della guerra al traffico marittimo senza restrizioni.
Il 20 gennaio giunsero a Vienna von Holtzendorff e il ministro degli esteri tedesco Arthur Zimmermann, con l'obiettivo di convincere l'alleato a sostenere la politica tedesca di guerra sottomarina indiscriminata. I tedeschi dichiararono di poter inviare nel Mediterraneo 42 sommergibili che avrebbero dovuto operare dalle basi dell'Impero austro-ungarico, il quale non negò il suo appoggio. Il 22 gennaio il Consiglio della Corona austro-ungarico, a cui presero parte il ministro della Guerra Alexander von Krobatin e il Capo di Stato Maggiore dell'esercito feldmaresciallo Franz Conrad von Hötzendorf, votò all'unanimità a favore della guerra sottomarina senza restrizioni. Il 26 gennaio, presso Pleß, il Kaiser Guglielmo II di Germania e l'imperatore Carlo I d'Austria si incontrarono, accompagnati dai rispettivi comandanti in capo della Marina (von Holtzendorff e Haus) e Capi di Stato Maggiore (Müller e Rodler). Venne messa a punto la nota ufficiale che dichiarava il Mediterraneo "zona interdetta" e fu deciso che gli U 35, U 38 e U 39 avrebbero continuato a battere bandiera austro-ungarica; Haus mise a disposizione della flotta sommergibile tedesca basi, tecnici e operai. L'8 febbraio l'ammiraglio austro-ungarico, ammalatosi di polmonite durante il viaggio a Pleß, morì a Pola; il suo successore alla carica di Flottenkommandant fu il viceammiraglio Maximilian Njegovan, subito promosso ammiraglio, il quale era in linea con il pensiero del suo predecessore sia per quanto riguardava il sostegno alla strategia tedesca, sia sull'impostazione adottata nella lotta in Adriatico.
Gli Alleati nello stesso periodo aprirono la Conferenza delle Marine alleate, che si riunì a Londra il 23 e 24 gennaio, dove si delineò la strategia con cui essi, Regno Unito in primis, intendevano affrontare la dichiarazione tedesca di guerra sottomarina indiscriminata e gestire la cooperazione nel Mediterraneo. I britannici consideravano le flotte italiana e francese in grado di affrontare le unità della marina austro-ungarica e decisero il ritiro delle loro unità da guerra da quel teatro bellico; in cambio gli italiani pretesero una maggior presenza francese a Corfù e l'aiuto britannico per un'adeguata presenza di naviglio leggero nel canale d'Otranto. Durante la conferenza vennero anche ridisegnate e redistribuite le zone di pattugliamento nel Mediterraneo tra i tre alleati, per offrire una miglior protezione ai convogli che navigavano sulle rotte fisse. Gli Alleati ammisero che le risorse assegnate in quel momento al canale d'Otranto non erano sufficienti e convennero di porre lo sbarramento sotto il comando di un ufficiale britannico subordinato al Comandante in capo italiano, che avrebbe potuto utilizzare tutte le navi francesi e italiane disponibili in caso di emergenza.
La decisione scaturita dalla conferenza di Londra portò all'immediato ritiro da Taranto delle navi da battaglia HMS Duncan, HMS Prince of Wales e HMS Africa, ma in questo teatro i veri cambiamenti consistettero negli avvicendamenti al comando della flotta italiana. Fin dall'autunno 1916 negli ambienti politici, appoggiati dalla stampa, era cresciuto un sentimento di ostilità nei confronti del Duca degli Abruzzi e del ministro della Marina Camillo Corsi, e in generale serpeggiava una crescente insoddisfazione per i risultati ottenuti fino ad allora. Il 3 febbraio venne firmato un decreto che nominava Thaon di Revel "Capo di Stato Maggiore della Marina e Comandante delle forze navali mobilitate", mentre il Duca, nonostante godesse ancora della stima e della simpatia di molti ufficiali, rifiutò qualunque altro incarico e rimase in disparte fino alla fine della guerra. Le priorità dell'ammiraglio erano sostanzialmente difensive: assicurare l'approvvigionamento del paese affrontando la minaccia dei sommergibili e riducendo le perdite al minimo. Era quindi favorevole al ridimensionamento degli impegni italiani all'estero per concentrarsi sulla protezione delle rotte commerciali da e per l'Italia, utilizzando le forze necessarie alle missioni all'estero e allo sbarramento del canale d'Otranto (che riteneva inutile) nella scorta dei convogli mercantili. di Revel istituì quindi l'Ispettorato Difesa Traffico e si prodigò per armare i mercantili, aumentare la costruzione di MAS, sommergibili e aerei; in linea con il contegno degli ammiragli Haus e Njegovan, Revel non perseguiva una politica eroica, si asteneva dal correre grandi rischi e preferiva colpire quando poteva con mezzi poco costosi.

### Le operazioni nell'Alto Adriatico

La nave da battaglia Ammiraglio di Saint Bon

Fin dall'inizio dell'anno le condizioni meteorologiche limitarono fortemente le operazioni navali nel golfo di Venezia e di Trieste. Gli italiani nel frattempo completarono i cospicui lavori di rinforzo della batteria Amalfi, che venne armata con cannoni da 381 mm e quattro complessi da 102 mm contraerei; inoltre misero insieme una forza navale formata dalle tre navi da battaglia Ammiraglio di Saint Bon, Emanuele Filiberto e Sardegna, da una squadriglia di esploratori e cacciatorpediniere tipo "Ardito" e una di cacciatorpediniere minori tipo "Carabiniere". La squadra era quindi completata da una grossa flottiglia di torpediniere costiere e d'alto mare, dragamine, posamine e la flottiglia MAS, mentre la flottiglia sommergibili contava 15 unità maggiori e tre costiere. L'attività aerea venne impostata sulla pronta risposta alle azioni nemiche. A fronte della scarsa attività navale austro-ungarica, le unità italiane continuarono a effettuare esplorazioni e minamenti dei golfi di Venezia e Trieste nonché a garantire la scorta alle missioni aeree; le unità minori assicuravano in particolare la difesa delle coste. Fino a maggio gli italiani effettuarono alcune azioni solo con l'impiego di MAS e torpediniere senza risultati eclatanti. Gli austro-ungarici da parte loro intensificarono le azioni di bombardamento aereo contro Venezia, Grado e Ferrara, alle quali gli italiani risposero con bombardamenti su Pola, Parenzo, Trieste e Prosecco. L'attività nell'Alto Adriatico venne però condizionata in estate dagli accadimenti sul fronte terrestre, dove i soldati furono impegnati da una serie di offensive di grossa portata e dalla scarsa attività navale di entrambi i contendenti, che annullarono di fatto le perdite causate dai sommergibili.

### Le operazioni nel Basso Adriatico

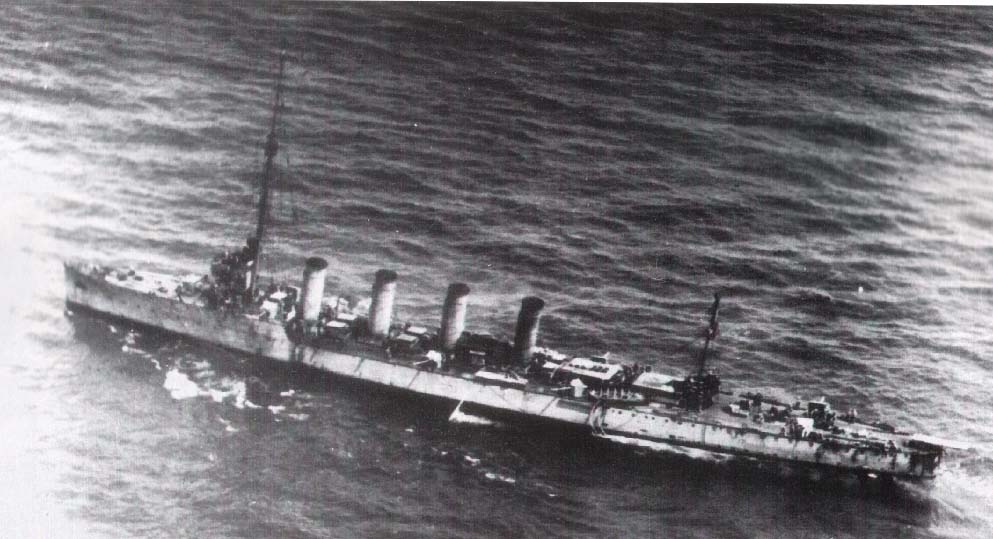
L'incrociatore leggero SMS Novara

Dopo lo scontro del 22 dicembre 1916, la situazione dei cacciatorpediniere presenti nel Basso Adriatico si rivelò critica. L'Italia poteva contare solo su sette unità, a cui vennero aggiunte il Simone Schiaffino e una francese. Per irrobustire lo schieramento vennero mandati a Brindisi i tre esploratori Carlo Alberto Racchia, Carlo Mirabello e Aquila, unità capaci di brillanti prestazioni di velocità e potenza. Anche in questa parte dell'Adriatico l'attività navale fu molto limitata, furono intense solamente le azioni di esplorazione, di sorveglianza dello sbarramento e di difesa dei drifter; del pari numerose furono le azioni di scorta ai convogli di trasporto truppe verso l'Albania e, da marzo, in Macedonia. Nell'Adriatico centrale la base aerea di Varano continuò a svilupparsi, garantendo sempre più frequenti operazioni di vigilanza delle isole Tremiti e della costa italiana, in coordinazione con gli idrovolanti di stanza a Brindisi e Valona che effettuavano svariate missioni esplorative e di caccia ai sommergibili, che talvolta si portavano sin sulla costa dalmata e bombardavano le basi di Durazzo e Dulcigno. Anche qui le operazioni navali e delle flotte subacquee furono condizionate pesantemente dal tempo inclemente.

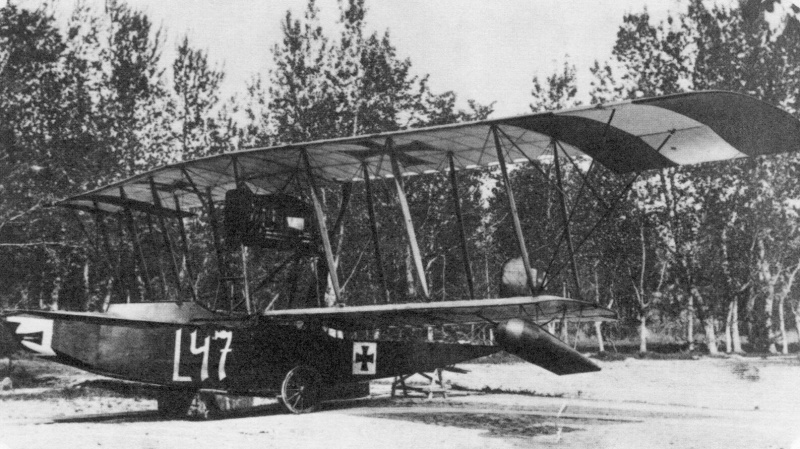
Un idrovolante austro-ungarico Lohner L

L'unico scontro tra le due flotte si ebbe nella notte tra il 14 e il 15 maggio, quando due formazioni austro-ungariche, una al ritorno da un'azione contro i trasporti dall'Albania, e l'altra al ritorno dopo un attacco allo sbarramento, furono intercettate da unità alleate. La squadra reduce dall'attacco ai trasporti fu intercettata e inseguita da forze italiane fino quasi sottocosta, mentre il secondo gruppo austro-ungarico fu intercettato da unità alleate in crociera. La formazione diresse quindi verso Cattaro e nella manovra incappò nelle navi avversarie che avevano rinunciato ad agganciare l'altra squadra austro-ungarica: il duello durò alcune ore, e complessivamente interessò sedici navi, tre sommergibili e dodici aerei austro-ungarici, ventuno navi, due sommergibili e tredici velivoli alleati, ma non portò a nessun affondamento. Dopo il 15 maggio lo sbarramento subì attacchi saltuari da parte di sommergibili e le azioni aeree italiane si concentrarono su Durazzo, in risposta ai bombardamenti austro-ungarici contro Brindisi e Valona. Il 9 giugno iniziarono le operazioni italiane per il trasporto di due battaglioni di fanteria in Albania, al fine di allargare i possedimenti italiani e garantire una via d'uscita per il corpo di spedizione italiano in Macedonia; si puntava inoltre a contrastare le velleità francesi di acquisire quei territori. Per il resto dell'anno nel Basso Adriatico si ebbero soprattutto azioni aeree, mentre sul mare le azioni continuarono a essere pregiudicate dal maltempo e dalla cautela dei comandanti.

### Caporetto
Il quadro strategico in Adriatico cambiò drasticamente il 24 ottobre 1917, quando l'esercito austro-ungarico sfondò le linee italiane a Caporetto e dilagò in pianura, provocando una rovinosa ritirata del Regio Esercito sul fiume Piave. Le operazioni sul mare furono fortemente condizionate da ciò; nel Basso Adriatico Valona e Saseno furono rinforzate con l'invio di navi da guerra a difesa delle basi minacciate da possibili azioni terrestri del nemico e a scorta dei piroscafi che avrebbero dovuto eventualmente evacuare l'Albania. Nell'Alto Adriatico la Regia Marina fu subito impegnata nella copertura dell'ala destra della 3ª Armata in ripiegamento e allo stesso tempo dovette fronteggiare la rinnovata aggressività della k.u.k. Kriegsmarine, che già dal 28 ottobre aveva iniziato a spostare il baricentro delle sue forze da Pola a Trieste; il 30 salparono anche le vecchie corazzate SMS Wien e Budapest e si trasferirono da Cattaro a Pola il cacciatorpediniere Triglav e l'incrociatore Aspern.

### La difesa di Venezia e l'affondamento dellaWien

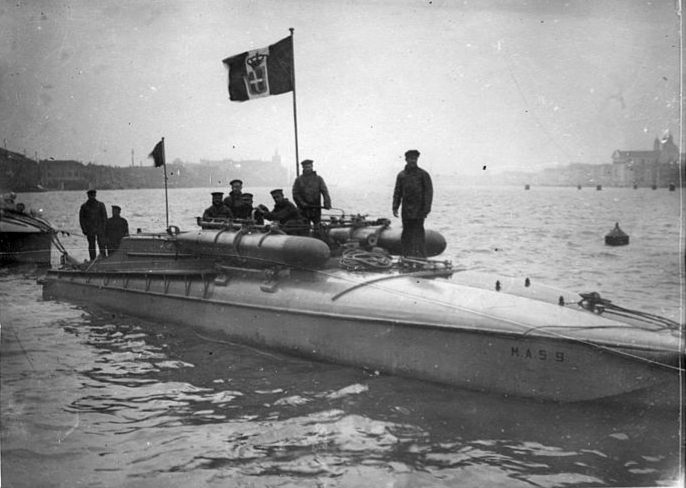
Il MAS 9 di Rizzo al rientro a Venezia dopo l'affondamento della Wien

L'ammiraglio Revel fin da subito insistette nel ritenere indissolubile il binomio Venezia-Adriatico e ribadì che «senza la padronanza della prima si sarebbe perso il dominio del secondo. Venezia ha un tale valore per la Marina e per il Paese [...] che il suo abbandono rappresenterebbe una grave calamità». Dal 7 novembre si procedette quindi all'evacuazione dei civili da Venezia, dove rimasero circa 60 000 persone, perlopiù operai dell'Arsenale, funzionari ed esercenti; vennero poi inviate a difesa della città tutte le artiglierie e le munizioni disponibili, oltre alla obsoleta corazzata Sardegna, dotata comunque di pesanti cannoni da 343 mm. Intanto le unità navali nell'Alto Adriatico furono utilizzate per dare supporto di fuoco alle forze terrestri impegnate nel consolidamento della linea arroccata sul Piave: in questo frangente, il 24 dicembre fu ufficialmente istituito il Reggimento Marina con compiti di difesa e sorveglianza del fronte lungo la foce del fiume. Il 18 novembre i cacciatorpediniere italiani Abba, Ardente, Animoso e Audace furono affiancati da alcuni monitori britannici; anche i sommergibili alleati diedero un grosso contributo alla difesa con l'approntamento di zone d'agguato al di fuori dei porti di Venezia, Porto Corsini e Rimini. Altre zone d'agguato furono costituite a sud di Cortellazzo, lungo la costa nemica verso Sebenico e contro i sommergibili da o diretti verso Pola. Gli austro-ungarici compirono diverse azioni di bombardamento aereo su Rimini, Ravenna, Senigallia e su diversi altri centri costieri, intraprendendo pure alcune azioni navali a cui gli italiani risposero concretamente. Tra novembre e dicembre le unità imperiali fecero qualche apparizione senza mai attaccare le posizioni terrestri e lentamente la situazione iniziò a normalizzarsi, facendo riconsiderare allo Stato Maggiore della marina la ripresa delle operazioni offensive con il forzamento del porto di Trieste.
Vennero presi in considerazione alcuni piani elaborati precedentemente dal tenente di vascello Luigi Rizzo da svolgersi con il favore della luce lunare, possibilmente nella notte tra il 9 e il 10 dicembre. Una ricognizione aerea dell'8 dicembre segnalò la presenza alla fonda di fronte a Servola delle corazzate Wien e Budapest e lo stesso giorno venne ordinato a Rizzo, comandante il MAS 9, e Andrea Ferrarini, comandante il MAS 13, di penetrare nel porto e attaccare le due navi della classe Monarch. Poco prima della mezzanotte i due MAS raggiunsero la testata nord della diga grande di Muggia e, tagliati i cavi di acciaio delle tre ostruzioni che proteggevano il porto, s'introdussero nel porto di Trieste, quindi si divisero i bersagli. Il lancio simultaneo dei siluri avvenne alle 02.32: il MAS 9 di Rizzo colpì la Wien che affondò ma gli ordigni del secondo battello riuscirono solo a danneggiare la gemella Budapest.
La reazione austro-ungarica fu decisa e portò a un'azione combinata di bombardamento navale e sbarco di truppe nelle località Casa Rossa e Casa Gerardo a Grado il 18 dicembre; la Budapest avariata, la pre-dreadnought Árpád, l'incrociatore Admiral Spaun, sette cacciatorpediniere, dodici siluranti e nove dragamine si aprirono un varco tra le zone minate e sostennero le truppe di terra che tentarono di avanzare a Cortellazzo. Dopo due giorni di combattimenti, a causa del maltempo l'azione fu sospesa e le navi tornarono a Trieste. Il 22 dicembre il re Vittorio Emanuele III concesse la bandiera di combattimento alla flottiglia MAS dell'Alto Adriatico e lo stesso giorno la decorò con la Medaglia d'oro al valor militare. L'azione che portò all'affondamento della Wien fu fondamentale per il morale dell'Italia in un momento particolarmente difficile e, al contempo, rappresentò la più grave perdita per la k.u.k. Kriegsmarine dall'inizio della guerra, instillando nei comandi austro-ungarici i primi segni di insofferenza nei confronti dell'ammiraglio Njegovan.

## L'ultimo anno di guerra

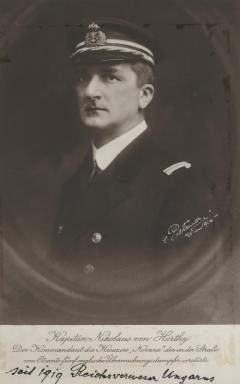
Il contrammiraglio Miklós Horthy in una foto del 1916

Per la k.u.k. Kriegsmarine il 1918 iniziò sotto cattivi auspici con ripercussioni ancora pesanti per la perdita della Wien, uno scontento generale nei confronti dell'operato dell'ammiraglio Njegovan (considerato passivo e amorfo) e l'aggravarsi della situazione economica dell'impero: quest'ultima in particolare causò altri problemi in seno alla marina, accentuati dai tumulti politici interni e dal sentimento sempre più forte di opposizione alla guerra, inasprito dalla natura multietnica degli equipaggi i quali provenivano da ogni parte dell'impero e avevano davanti agli occhi i moti rivoluzionari russi e i chiari segni di cedimento della duplice monarchia; i sentimenti indipendentisti si erano rafforzati man mano che il conflitto proseguiva. Gli operai dei cantieri tedeschi a Pola scioperarono e ciò rallentò in maniera determinante la riparazione dei sommergibili; a bordo delle navi austro-ungariche a Cattaro il 1º febbraio 1918 nacquero diversi episodi di ammutinamento, per mezzo dei quali i marinai chiedevano la fine della guerra, la smobilitazione, la democratizzazione del regime imperiale e migliori condizioni di vita a bordo; la rivolta rientrò in pochi giorni, ma la vicenda ebbe un grande eco nei comandi e nella popolazione. Il 28 febbraio Njegovan ammainò la sua insegna dal pennone della moderna corazzata SMS Viribus Unitis e dieci giorni più tardi l'imperatore Carlo I promosse il capitano di vascello Miklós Horthy a grado di contrammiraglio, ponendolo a capo della flotta.
Horthy introdusse diversi cambiamenti, il primo dei quali fu il disarmo di molte vecchie unità, tra le quali gli incrociatori corazzati Sankt Georg e Kaiser Karl VI, le ormai obsolete pre-dreadnought Budapest e Monarch, gli incrociatori Aspern e Szigetvar: gli equipaggi di tali unità furono riuniti e trasferiti sui mercantili operativi nel Mar Nero; destinò poi la classe Erzherzog Karl alla difesa locale di Cattaro. Nell'Adriatico intanto continuava la guerriglia navale, in cui gli italiani avevano guadagnato un discreto vantaggio grazie all'efficacia dei MAS, i quali peraltro nella notte tra il 10 e l'11 febbraio si resero artefici di un'azione a Buccari che, seppur non ebbe successo, passò alla storia per la partecipazione di Gabriele D'Annunzio. Gli austro-ungarici risposero con l'invio di un gruppo di sabotatori ad Ancona, nel tentativo di catturare un MAS e far saltare i sommergibili lì presenti: anche in questo caso l'azione fallì, ma mise in allerta i comandi italiani che rimasero turbati dal pensiero che degli incursori fossero arrivati così vicini al loro obiettivo.
Horthy era perfettamente consapevole dei pericoli a cui era esposta la base di Pola e soprattutto le navi da battaglia che, considerando le difficoltà economiche in cui versava l'impero, sarebbero state impossibili da sostituire o riparare. Così il contrammiraglio rafforzò le difese del porto di Pola, vanificando in aprile e maggio diversi tentativi di forzamento da parte dei MAS e dei nuovi barchini saltatori in dotazione alla marina italiana. Horthy si rivelò nel contempo molto attivo e nella notte fra il 22 e il 23 aprile tentò un'altra sortita al canale d'Otranto con i cacciatorpediniere SMS Triglav II, Uzsok, Dukla, Lika II e Csepel. A 15 miglia a ovest di Valona la flotta austro-ungarica fu però intercettata da cinque cacciatorpediniere britannici (incluso l'australiano HMAS Torrens) e dal francese Cimeterre: dalla battaglia che seguì il cacciatorpediniere Hornet subì ingenti danni e le navi austro-ungariche invertirono la rotta tallonate dagli Alleati, i quali, giunti a ovest di Capo Pali, sospesero l'inseguimento. Nella notte tra l'8 e il 9 maggio gli austro-ungarici tentarono un'altra incursione contro la ferrovia costiera a nord di Pescara, ma il piano fu scoperto e dovette essere annullato. Preoccupante dal punto di vista austro-ungarico fu l'insorgere di avarie meccaniche a bordo di due dei cacciatorpediniere di scorta all'azione, il Turul e il Reka: sul primo l'equipaggio era composto da personale tedesco, mentre sul Reka era ungherese e ceco. Tale circostanza fu ritenuta sufficiente per attivare un'inchiesta e capire se ci fossero state azioni di sabotaggio sul Reka: l'inchiesta non portò a nulla, ma il solo fatto che i comandi austro-ungarici avessero iniziato a porsi tali domande rivestiva un'importanza sintomatica delle tensioni che percorrevano lo schieramento imperiale.

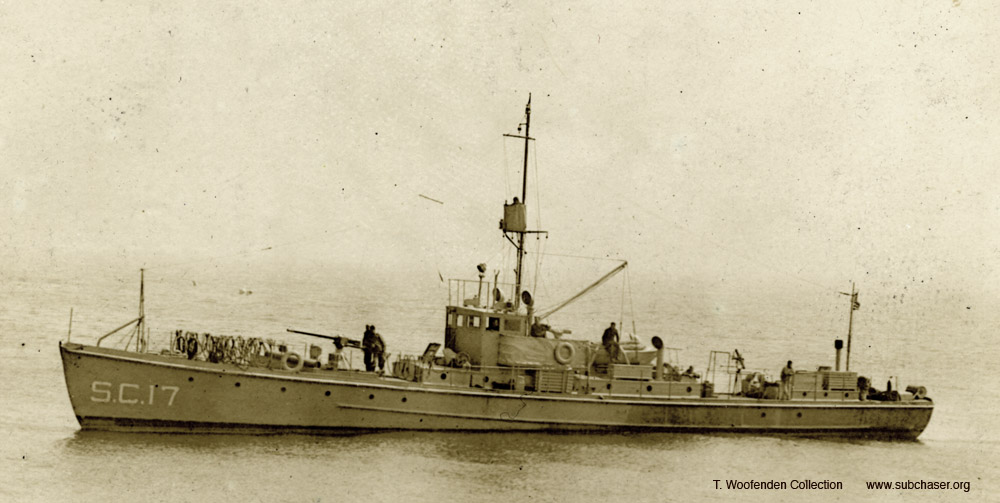
Un cacciasommergibili della US Navy (submarine chaser), una delle unità anti-sommergibile inviate dagli statunitensi nel Mediterraneo e nell'Adriatico

L'11 giugno il comandante dei sommergibili tedeschi a Cattaro, capitano di corvetta Ackermann, presentò un rapporto particolarmente pessimistico sulla situazione nel Basso Adriatico: i britannici avevano incrementato sensibilmente l'azione antisommergibile e gli attacchi alla stessa base di Cattaro con l'utilizzo delle incursioni aeree, contro le quali le risibili difese non riuscivano a opporre una resistenza efficace; anche l'azione aerea austro-ungarica era stata praticamente annullata dal continuo martellamento dei velivoli britannici sulla base aerea di Cattaro. Vista la situazione, Ackermann non escluse la possibilità che i tedeschi avrebbero potuto abbandonare la base.
Da parte italiana la disfatta di Caporetto aveva provocato vari rivolgimenti in seno agli alti comandi. Il governo Boselli andò incontro a un voto di sfiducia e il 30 ottobre 1917 fu rimpiazzato da un esecutivo guidato da Vittorio Emanuele Orlando; il 9 novembre, dopo molte insistenze da parte del nuovo presidente del consiglio, Luigi Cadorna lasciò il comando dell'esercito nelle mani del generale Armando Diaz. Sul fronte marittimo, nel marzo 1918 Revel sostituì ad interim l'ammiraglio Cerri, comandante della flotta, con il viceammiraglio Lorenzo Cusani, il quale assunse anche il comando del Basso Adriatico. L'arrivo di Horthy contribuì a diffondere voci di un imminente attacco navale, parallelo a un'offensiva austro-ungarica di terra, contro le basi di Venezia e Brindisi condotto da navi da guerra, sommergibili e posamine, mentre unità leggere avrebbero attaccato Taranto. Revel spostò così tre delle quattro navi da battaglia classe Regina Elena da Brindisi a Taranto, confidando che gli austro-ungarici non avrebbero attaccato un porto senza obiettivi navali importanti e che, perciò, la città sarebbe stata risparmiata. Il 26 e 27 aprile si tenne a Parigi il terzo Consiglio Navale alleato nel corso del quale, per quanto riguardava l'Adriatico, gli Alleati chiesero all'Italia di spostare quattro navi da battaglia a Corfù per rimpiazzare lo spostamento della squadra francese da quest'isola all'Egeo, destinata a impedire la probabile cattura della flotta russa del Mar Nero da parte dell'Impero tedesco dopo la firma dell'armistizio di Brest-Litovsk. L'ammiraglio Revel e il governo italiano si opposero fermamente a una ridislocazione delle moderne corazzate a Corfù, secondo Revel «il nemico era alle porte di casa» e bisognava comportarsi di conseguenza, senza esporle a rischi inutili; inoltre l'Italia fu irremovibile nel rifiutare un comando unico alleato nel Mediterraneo da affidare al primo lord del mare John Jellicoe, che avrebbe avuto potere decisionale anche sull'Adriatico. Dopo mesi di trattative gli anglo-francesi non riuscirono nell'intento di convincere né Revel né il governo italiano e poterono solamente inviare rinforzi nell'Egeo e nei Dardanelli, nell'ipotesi di dover affrontare i tedeschi.

### L'attacco a Premuda

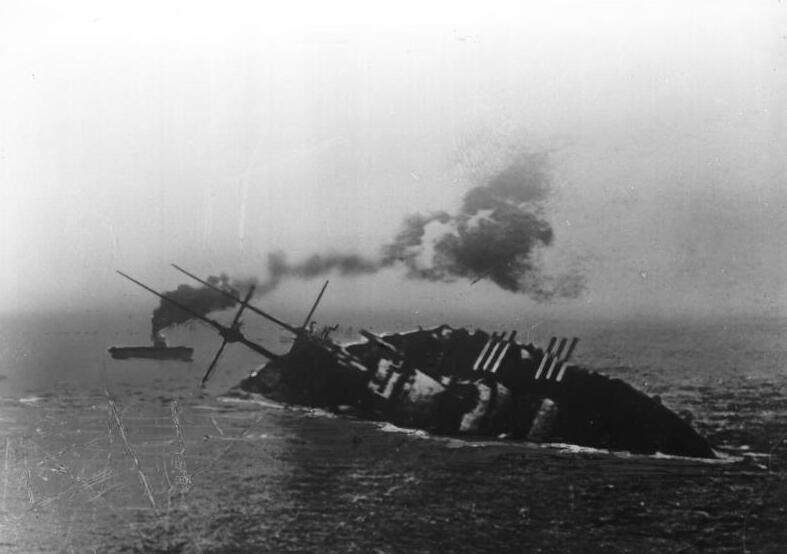
La corazzata SMS Szent István affonda al largo di Premuda, colpita dai siluri del MAS comandato da Luigi Rizzo

Al marzo-aprile 1918 lo sbarramento del canale d'Otranto era stato attaccato diciannove volte e in quattro di queste occasioni era stato presente l'ammiraglio Horthy quale comandante dell'incrociatore leggero Novara: ora egli, da comandante dell'intera forza navale austro-ungarica, si preparò ad attaccare nuovamente il canale all'alba dell'11 giugno. Gli incrociatori leggeri Novara e Helgoland, scortati da quattro cacciatorpediniere classe Tatra, avrebbero preso di mira la linea Fanó-Santa Maria di Leuca, mentre gli incrociatori leggeri Admiral Spaun e Saida con quattro torpediniere avrebbero dovuto bombardare la base di Otranto. La missione, simile a quella del 15 maggio 1917, avrebbe però visto l'impiego delle quattro dreadnought di Pola e di tre navi classe Erzherzog Karl provenienti da Cattaro, scortate da cacciatorpediniere e torpediniere che avrebbero formato sette gruppi d'appoggio: tali squadre si sarebbero posizionate al largo di Valona. Horthy infatti pensava che gli italiani avrebbero reagito come il 15 maggio, inviando incrociatori leggeri e corazzate all'inseguimento della forza attaccante il canale e Brindisi; a questo punto la formazione avanzata avrebbe finto una ritirata su Valona, dove la flotta italiana si sarebbe trovata dinanzi alle corazzate austro-ungariche, supportate da un nutrito schieramento di sommergibili e aerei.
Le due navi da battaglia Viribus Unitis e Prinz Eugen raggiunsero la loro posizione all'alba del 10 giugno, a metà strada tra Brindisi e Valona, mentre i due gruppi centrati sulle pari classe Szent István e Tegetthoff, nonostante alcuni trascurabili problemi alla Szent István che ne ritardarono la marcia, la sera del 9 giugno partirono anch'esse alla volta delle posizioni assegnate. Alle 03:30 del mattino del 10 giugno 1918, vicino all'isola di Premuda, la Szent István e la Tegetthoff si trovarono impegnate da due MAS italiani: la prima unità fu colpita da due siluri lanciati dal MAS 15 del capitano di corvetta Luigi Rizzo e del capo timoniere Armando Gori, mentre i due siluri che il MAS 21 del guardiamarina Giuseppe Aonzo aveva indirizzato alla Tegetthoff colpirono il bersaglio ma non esplosero. La Szent István, gravemente danneggiata, si adagiò su un fianco e affondò intorno alle 06:00, quasi tre ore dopo l'attacco; il contrammiraglio Horthy, a bordo della Viribus Unitis, rimase scosso dalla perdita e sospese l'operazione, quindi ordinò il ripiegamento. L'impresa del capitano Rizzo ebbe un forte effetto psicologico, che incoraggiò l'ammiraglio Revel e rese ancor più inflessibile l'opposizione degli italiani alla richiesta alleata di riunire le flotte, confermando la convinzione che lo sbarramento doveva essere davvero efficace se gli austro-ungarici avevano deciso di rischiare così tanto per attaccarlo.

### Vittorio Veneto, Pola, la vittoria italiana

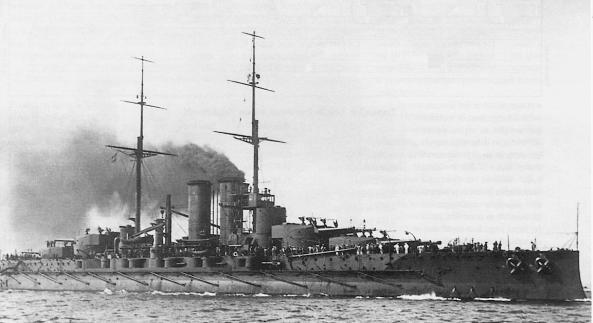
La nave da battaglia SMS Viribus Unitis

Sul fronte terrestre le armate italiane erano riuscite a bloccare l'avanzata nemica sul Piave. Il 15 giugno 1918 dovettero affrontare un nuovo attacco austro-ungarico che fu respinto dopo durissimi combattimenti; esaurita la spinta avversaria, il generale Diaz elaborò un piano di attacco massiccio su un unico punto invece che su tutta la linea, nel tentativo di sfondare le difese e tagliare i collegamenti con le retrovie: la scelta ricadde sulla cittadina di Vittorio Veneto e l'offensiva ebbe inizio il 23 ottobre, cogliendo dopo pochi giorni diversi successi. L'Austria-Ungheria era ormai in preda a forti disordini interni e la crisi dell'impero si ripercosse sul fronte: i reparti imperiali iniziarono a dividersi su base etnica e nazionale, rifiutandosi di eseguire gli ordini degli alti comandi. La sera del 29 ottobre il generale Svetozar Borojević von Bojna, comandante in capo responsabile del fronte alpino e carsico, diede l'ordine di ritirata a tutte le sue forze; iniziò quindi un accanito inseguimento da parte delle forze italiane e le armate austro-ungariche iniziarono a disfarsi, lasciando migliaia di prigionieri in mano al nemico.
Il 14 settembre 1918 le forze alleate lungo il fronte macedone lanciarono una massiccia offensiva contro le posizioni nemiche nella regione, provocandone il collasso; a fine settembre la Bulgaria fu costretta a chiedere l'armistizio e le forze alleate iniziarono quindi la loro marcia verso l'Austria-Ungheria. Il comandante in capo delle forze alleate schierate nei Balcani, il francese Louis Franchet d'Espèrey, richiese alla marina militare francese di intraprendere un'azione per bloccare il porto di Durazzo, importante via di rifornimento per le forze austro-ungariche: il governo francese richiese l'autorizzazione per l'attacco a quello italiano, il quale si assicurò che tale rilevante azione fosse condotta sotto il suo comando. Il 26 settembre Revel diede il suo assenso all'operazione, affidata all'ammiraglio Osvaldo Paladini, il quale comandava un'imponente squadra di navi alleate che si diressero verso Durazzo divise in due gruppi, uno per bombardare il porto e il secondo per prendere in trappola le navi nemiche che si sarebbero allontanate dal porto. Il bombardamento navale di Durazzo iniziò intorno alle 12:00 e alle 12:42 circa al fuoco contro il porto si unirono anche tre incrociatori leggeri britannici: poco dopo aver iniziato il tiro, tuttavia, il HMS Weymouth fu colpito da un siluro del sommergibile austro-ungarico U 31, che con il gemello U 29 stava cercando di allontanarsi in immersione; i due battelli furono sottoposti a ripetuti attacchi con bombe di profondità da parte di un gruppo di cacciasommergibili statunitensi, riportando danni ma riuscendo tuttavia a sfuggire. Il bombardamento del porto si interruppe verso le 12:55 e le unità alleate iniziarono il rientro alla base: le strutture portuali e militari di Durazzo subirono danni e forte fu l'impatto sul morale degli abitanti della città; dei piroscafi austro-ungarici ancorati in rada, lo Stambul fu affondato e il Graz e lo Herzegovina, sebbene ancora a galla, lamentarono danni di una certa entità. Il 10 ottobre le ultime navi austro-ungariche lasciarono Durazzo, che fu infine occupata dagli italiani il 16 ottobre seguente.

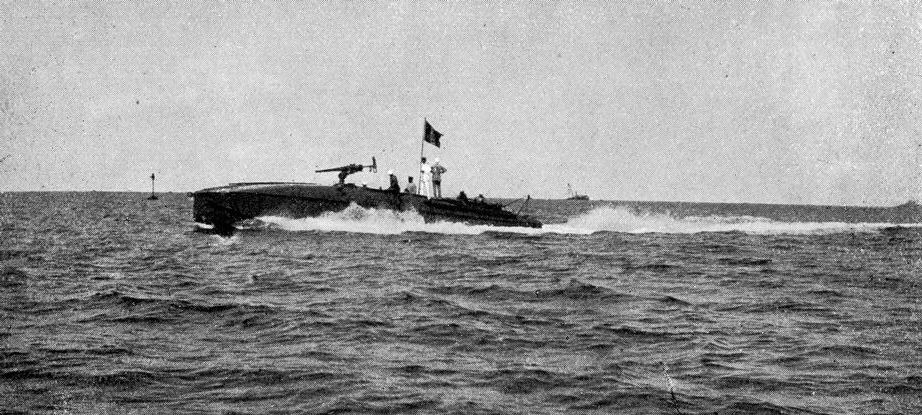
Motoscafo Armato Silurante (MAS) in navigazione

Il 28 ottobre l'Austria-Ungheria chiese agli alleati l'armistizio, il 30 il porto di Fiume, che due giorni prima era stato dichiarato parte dell'autoproclamato Stato degli Sloveni, Croati e Serbi, proclamò la propria indipendenza chiedendo di unirsi all'Italia. Quello stesso 30 ottobre Carlo I consegnò la k.u.k. Kriegsmarine agli slavi meridionali e la flottiglia del Danubio all'Ungheria; frattanto una delegazione austriaca per l'armistizio arrivò in Italia, a villa Giusti nei pressi di Padova. Il 31 ottobre 1918 l'ammiraglio Horthy fu incaricato di consegnare ai rappresentanti del Consiglio nazionale degli sloveni, croati e serbi la flotta da guerra ancorata a Pola; all'interno dell'ordine inviato a nome di Carlo I al comando della flotta, a quelli delle piazze marittime di Pola e di Cattaro e ai comandi militari marittimi di Trieste, Fiume e Sebenico, si lasciava la libertà ai marinai che non fossero di nazionalità slava meridionale di far ritorno in famiglia a seguito di presentazione di espressa domanda, con contemporanea concessione di una licenza illimitata.
Tali avvenimenti non erano tuttavia noti ai marinai italiani e la sera del 31 ottobre il capitano di corvetta del Corpo del genio navale Raffaele Rossetti assieme al tenente medico Raffaele Paolucci, a bordo di un particolare mezzo chiamato "mignatta" (progettato dallo stesso Rossetti), si avviarono per una missione all'interno del porto di Pola dove si trovavano alcune navi da battaglia austro-ungariche. Alle 05:30 Rossetti riuscì a piazzare 200 chili di esplosivo sull'opera viva della Viribus Unitis, programmato per esplodere un'ora più tardi. I due sabotatori furono però scoperti e fatti prigionieri: furono quindi portati a bordo della nave stessa, dove appresero che nella notte l'alto comando imperiale aveva ceduto la flotta di Pola agli jugoslavi e che la corazzata non batteva più bandiera austro-ungarica. Solo alle 06:00 avvertirono il comandante, capitano Janko Vuković de Podkapelski, che la Viribus Unitis poteva esplodere da un momento all'altro: prontamente questi ordinò a tutti di abbandonare la nave e di trasferire i prigionieri a bordo della gemella Tegetthoff. Poiché alle 06:30 l'esplosione non avvenne, l'equipaggio fece gradualmente ritorno a bordo, non dando più credito all'avvertimento dei due italiani; solo alle 06:44 la carica brillò e la corazzata, inclinatasi su un lato, cominciò rapidamente ad affondare. L'azione si concluse così con oltre 300 tra vittime e dispersi, tra cui il comandante Vuković.
Il 3 novembre fu firmato a villa Giusti l'armistizio tra Italia e Austria-Ungheria che sarebbe entrato in vigore la mattina del giorno seguente; la marina italiana si apprestò quindi a occupare, con una serie di operazioni anfibie, prima Trieste e quindi Dulcigno, Pelagosa, Parenzo. Il 4 furono occupate Antivari, Lissa, Abbazia, Monfalcone, Lussinpiccolo, Fiume, Lagosta, Curzola, Zara, Meleda e Rovigno; il 5 reparti di fanteria sbarcarono a Pola, Umago e Sebenico. La conferenza di Saint-Germain decise l'assegnazione all'Italia di gran parte delle navi di superficie della k.u.k Kriegsmarine: passarono sotto le insegne della Regia Marina le navi da battaglia (pre-dreadnought e monocalibro) Tegetthoff, SMS Zrinyi, Radetzky, SMS Erzherzog Franz Ferdinand, gli incrociatori leggeri Saida e Admiral Spaun, otto cacciatorpediniere classe Tatra. Le navi furono concentrate a Pola e da qui salparono il 24 marzo 1919 verso Venezia per una cerimonia alla presenza del Re: il sovrano s'imbarcò sul cacciatorpediniere Audace e andò incontro al convoglio, per poi entrare nel bacino di San Marco alla testa della squadra.

## Epilogo
Tra le varie conclusioni ed esperienze tratte dalle molteplici operazioni nel mar Adriatico, similmente a quanto avvenuto anche per il teatro del Mediterraneo, si delineò in maniera decisa l'efficacia delle unità subacquee, anche se gli alti comandi rimasero fedeli all'impostazione che vedeva un ruolo centrale per le dreadnought. Il timore di poter subire un attacco improvviso e decisivo delle grandi unità nemiche spinse i comandi di tutte e tre le grandi marine che operavano nell'Adriatico a utilizzare il concetto di "flotta in potenza", mantenendo le navi da battaglia in porti molto difesi, ai quali sarebbe stato impossibile avvicinarsi senza un supporto adeguato. Per avvicinarsi ai porti nemici sarebbe stato necessario farsi accompagnare da grandi navi da guerra, facili vittime di mine e siluri, che sarebbe stato avventato mettere a repentaglio, soprattutto nelle acque dell'Alto Adriatico. La k.u.k. Kriegsmarine fu un esempio classico di "flotta in potenza": i grandi cannoni della squadra da battaglia di Pola incutevano timore e facevano capire che il nemico non avrebbe potuto operare impunemente, ma i suoi comandi erano ben consapevoli che la sua flotta non avrebbe potuto competere con le potenze marittime di Italia e Francia. D'altro canto le sue moderne navi da battaglia furono un investimento ampiamente ripagato dal fatto che, per quanto poche, costrinsero all'inazione le ben più numerose navi da guerra italiane e francesi. Gli italiani avevano una prospettiva più circoscritta: con le coste dell'Austria-Ungheria a poche ore di navigazione e ben consapevoli della pericolosità dei sommergibili e delle mine negli spazi relativamente stretti dell'Adriatico, erano determinati a tenere le loro preziose unità al sicuro fino all'ultimo, riservandosi di farle uscire solo per un'eventuale battaglia decisiva. Questo fu un atteggiamento logico: durante il conflitto infatti molte navi francesi e britanniche furono affondate mentre, per proteggere e rifornire l'Adriatico, facevano la spola tra un cantiere e l'altro. Durante tutto il conflitto le grandi navi si confrontarono dalle sponde opposte (gli italiani da Taranto, i francesi da Corfù, gli austro-ungarici da Pola) e si tennero reciprocamente in scacco, ma rappresentavano la vera forza dietro gli incrociatori e il naviglio leggero; erano fattori della complessa equazione che insieme a sommergibili e campi minati determinava quanto ogni categoria di nave potesse ragionevolmente esporsi al pericolo.

La nave da battaglia Tegetthoff in demolizione nel porto della Spezia

Le navi da battaglia austro-ungariche rimasero quasi sempre in porto, tanto che le maggiori navi da battaglia italiane (Conte di Cavour, Andrea Doria, Duilio) accumularono solo poche ore di moto, in gran parte per esercitazione: la Cavour trascorse infatti 966 ore in esercitazioni e solo 40 in tre azioni di guerra incruente; la gemella Giulio Cesare in totale, durante il conflitto, venne impiegata per 31 ore in missioni di guerra in azioni di ricerca del nemico e 387 in attività addestrativa senza venire mai impiegata in combattimento. La Duilio compì in tutto quattro missioni di guerra per 268 ore di moto ed effettuò 512 ore di moto per esercitazioni; la Doria alla fine della guerra aveva totalizzato solo 70 ore di moto per missioni e 311 ore per esercitazioni. Lo stesso si può dire per le navi maggiori austro-ungariche, visto che l'ammiraglio Horty, una volta preso il comando e cosciente della impossibilità di colmare le perdite o riparare i danni, smobilitò le navi da battaglia pre-dreadnought e si affidò quasi completamente al naviglio sottile; come per la flotta tedesca dopo la battaglia dello Jutland però, l'inazione fu una delle principali cause che comportò l'abbassamento del morale tra gli equipaggi e soprattutto il calo di efficienza. Una complessa macchina da guerra come una dreadnought, o una squadra intera di questo tipo di unità, doveva mantenersi in esercizio combattendo e nel 1918 c'era fondato motivo di dubitare della reale efficienza delle grandi navi italiane, francesi e austro-ungariche. A differenza delle navi britanniche, le tre marine mediterranee risentirono poi delle difficoltà di approvvigionamento del carbone e dovettero tenere attentamente sotto controllo i loro consumi.
Alla fine delle ostilità la sconfitta k.u.k. Kriegsmarine fu spartita tra i vincitori; molte delle sue unità maggiori furono demolite, come le navi da battaglia: la Prinz Eugen andò alla Francia dove finì i suoi giorni come nave bersaglio per le artiglierie di grosso calibro, l'Italia e la Francia ricevettero alcune unità quale compenso dei danni di guerra e alcune nazioni
come Grecia, Portogallo e Romania ricevettero un gruppo di torpediniere. 
Il 18 novembre del 1918 la conferenza degli ammiragli delle nazioni alleate vincitrici, tenutasi a Venezia, ripartì il controllo della costa dalmata assegnando all'Italia la penisola istriana e Pola, agli Stati Uniti la zona di Spalato, all'Ungheria e alla Francia congiuntamente le bocche di Cattaro.
Le Forze armate italiane, nel disordine e nello scompiglio che si era creato in tutta l'area costiera istriano-dalmata agirono repentinamente per conquistare tutto ciò che era possibile. Lasciata Trieste il 3 novembre, il 4 occuparono Abbazia, Fiume, Parenzo e Zara, mentre Pola fu presa il 5. Le truppe italiane obbligarono gli equipaggi dello Stato degli Sloveni, dei Croati e dei Serbi (SHS), ad ammainare la loro bandiera e issare il tricolore italiano su tutte le navi ex-austroungariche. Gli equipaggi ridotti del nuovo stato, riuscirono a portare le sole unità Radetszky e Zrinyi nella baia dei Sette Castelli dove furono poste sotto la custodia della marina statunitense.
Il 23 marzo del 1919 l'Italia trasferì a Venezia le navi da guerra austro-ungariche che parteciparono alla "parata della Vittoria" navale del 25 marzo. Le navi trasferite erano: le corazzate Tegetthoff, Franz Ferdinand, l'incrociatore Admiral Spaun, i caccia Tatra e Csepel, le torpediniere T80, T81, T86, T92, T98, i sommergibili U 5, U 21, U 28, U 40. Dopo il defilamento nelle acque antistanti San Marco la ex-flotta austroungarica rimase ormeggiata a Venezia. Successivamente molte unità vennero smantellate perché obsolete o inutili per la marina italiana che ormai possedeva il dominio dell'Adriatico, mentre alcune continuarono la loro vita operativa sotto nuova denominazione.

### Esplicative
1. ↑  Le forze dell'Intesa concessero alla marina italiana quattro navi di linea di tipo non recente, quattro esploratori, dodici cacciatorpediniere, sei sommergibili e alcune torpediniere antiquate, oltre a un'aliquota di velivoli sia francesi sia britannici. Questa cifra durante la guerra verrà ulteriormente ampliata fino a contare centinaia di imbarcazioni di diversi paesi e con diversi impieghi: drifter, cacciasommergibili, torpediniere, motoscafi, dragamine, semplici pescherecci e aerei, appartenenti a quasi tutte le forze navali dei paesi facenti parte degli Alleati. Vedi: Favre, p. 56
2. ↑  In luglio l'incrociatore da battaglia tedesco Goeben salpò da Trieste per Pola per delle riparazioni, e il 1º agosto incontrò al largo di Brindisi l'incrociatore leggero Breslau. Le due navi, dopo un'azione di fuoco contro i porti di Bona e Philippeville nell'Algeria francese, rifornirono a Messina e il 6 agosto partirono per Costantinopoli, nascondendosi dall'incrociatore britannico Gloucester. Le unità tedesche ingaggiarono poi il Gloucester e raggiunsero i Dardanelli senza danni il 10 agosto. Vedi la voce apposita
3. ↑  Le forze dell'Intesa erano composte dalle navi da battaglia Courbet e Jean Bart, dall'incrociatore Jurien de la Gravière, da due squadroni di navi da battaglia pre-dreadnought, due di incrociatori e cinque di cacciatorpediniere di supporto. I britannici fornirono due incrociatori pesanti e tre divisioni di cacciatorpediniere.
4. ↑  Antivari distava 190 miglia da Cattaro e Malta distava 480 miglia da Antivari; a ciò si univa l'esigenza di inviare periodicamente le navi in rotazione per la manutenzione e i rifornimenti. Il tutto era poi ulteriormente complicato dal fatto che Lapeyrère non disponeva di navi a sufficienza per controllare Antivari, attuare il blocco al canale d'Otranto e proteggere il traffico commerciale, e queste stesse navi erano soprattutto piccoli cacciatorpediniere con un raggio d'azione massimo di circa 800 miglia. L'ammiraglio francese chiese quindi l'invio di altre navi che non gli furono concesse, in quanto il Regno Unito richiedeva solo l'impegno nel proteggere il traffico nel Mediterraneo, e soprattutto per la debolezza dell'esercito montenegrino che, secondo Lapeyrère, non sarebbe stato in grado di appoggiare l'azione di terra delle truppe francesi. Vedi: Halpern vol. I, pp. 109-110.
5. ↑  Italia e Germania non era formalmente ancora in stato di guerra e l'unità aveva designazione austriaca U 26, ma gli equipaggi a bordo dei sommergibili tedeschi non prestavano molta attenzione al dettaglio formale di dichiarazione di guerra. La numerazione in quel periodo era caotica: la k.u.k. Kriegsmarine non utilizzava la nomenclatura U, UB, UC come da prassi tedesca, ma usava sempre la lettera U. Vedi: Halpern vol. I, pp. 270-271.
6. ↑  L'evacuazione dell'esercito serbo avrebbe potuto offrire alla marina austro-ungarica un'ottima occasione per infliggere serie perdite al nemico, ma per quanto continuasse gli attacchi al naviglio leggero con i sommergibili e con gli idrovolanti, non interdì mai pesantemente le operazioni di evacuazione. È molto probabile che Haus non abbia colto l'occasione per la costante e numerosa presenza di forze di superficie e subacquee, che avrebbero potuto intercettare per tempo i movimenti della sua flotta. Inoltre la perdita di due caccia durante l'azione del 29 dicembre 1915 indusse l'ammiraglio a limitare le azioni di superficie, allo scopo di salvaguardare le preziose unità. Vedi: Halpern vol. I, pp. da 424 a 427 e Favre, p. 142
7. ↑  A Brindisi rimase solo la Napoli, ma durante il trasferimento ben quattro dei sette cacciatorpediniere di scorta andarono perduti. Infatti, a causa di un'avaria al timone, il cacciatorpediniere francese Mangini speronò il Faulx, che affondò; il cacciatorpediniere italiano Carini speronò e colò a picco il gemello Cairoli. In un banale trasferimento gli Alleati persero due cacciatorpediniere e altri due non rientrarono in servizio prima della fine della guerra. Vedi: Halpern vol. II, p. 300.

### Bibliografiche
1. 1 2  Isnenghi-Rochat, p. 219.
2. ↑  Sokol vol. I, p. 58.
3. ↑  Sokol vol. I, p. 59.
4. ↑  Sokol vol. I, pp. 68-69.
5. ↑  Sokol vol. I, p. 69.
6. ↑  Sokol vol. I, pp. 69-70.
7. ↑  Sokol vol. I, pp. 70-71.
8. ↑   World War First at Sea - Austro-Hungarian Navy, su naval-history.net, navalhistory.net. URL consultato il 4 maggio 2015.
9. ↑   Dante ALighieri, su culturanavale.it. URL consultato il 3 maggio 2015.
10. ↑   Conte di Cavour, su culturanavale.it. URL consultato il 3 maggio 2015.
11. ↑   Benedetto Brin, su culturanavale.it. URL consultato il 3 maggio 2015.
12. ↑   Corazzate classe Regina Elena, su culturanavale.it. URL consultato il 3 maggio 2015.
13. ↑   San Giorgio - incrociatore (1910), su culturanavale.it. URL consultato il 3 maggio 2015.
14. ↑  Favre, p. 27.
15. ↑  Per una descrizione dettagliata della difesa di Venezia si può consultare il volume di Favre, vedi: Favre, pp. 211-214.
16. ↑   World War First at Sea - French Navy, su naval-history.net, navalhistory.net. URL consultato il 28 febbraio 2015.
17. ↑   World War First at Sea - Royal Greek or Hellenic Navy, su naval-history.net, navalhistory.net. URL consultato il 4 maggio 2015.
18. ↑  Favre, p. 34.
19. ↑  Favre, pp. 34-35.
20. ↑  Sokol vol. I, p. 61.
21. 1 2  Sokol vol. I, p. 63.
22. ↑  Sokol vol. I, p. 64.
23. ↑  Isnenghi-Rochat, pp. 219-220.
24. ↑  Sokol vol. I, p. 94.
25. ↑  Isnenghi-Rochat, p. 220.
26. ↑  Halpern vol. I, p. 69.
27. ↑  Halpern vol. I, pp. 72-73.
28. ↑  Halpern vol. I, p. 79.
29. ↑  Halpern vol. I, pp. 80-93.
30. ↑  Halpern vol. I, p. 93.
31. ↑  Halpern vol. I, pp. 94-95.
32. ↑  Halpern vol. I, p. 96.
33. ↑  Halpern vol. I, p. 97.
34. ↑  Halpern vol. I, pp. 99-101.
35. ↑  Halpern vol. I, p. 101.
36. 1 2  Halpern vol. I, p. 110.
37. ↑  Halpern vol. I, p. 113.
38. ↑  Halpern vol. I, p. 115.
39. ↑  Halpern vol. I, p. 120.
40. ↑  Halpern vol. I, pp. 120-121.
41. ↑  Halpern vol. I, p. 203.
42. ↑  Halpern vol. I, p. 206.
43. ↑   William H. Garzke e Robert O. Dulin, Battleships: axis and neutral battleships in World War II, Naval Institute Press, ottobre 1985, ISBN 978-0-87021-101-0. URL consultato il 29 giugno 2011.
44. 1 2 3   Mauro Antonellini, Salvat ubi lucet: la base idrovolanti di Porto Corsini e i suoi uomini: 1915-1918, Mauro Antonellini, 2008,  pp. 17-25, ISBN 88-95323-15-7.
45. ↑  Halpern vol. I, pp. 197-200.
46. ↑  Halpern vol. I, p. 187.
47. ↑  Favre, p. 52.
48. 1 2  Favre, p. 70.
49. ↑  Favre, p. 68.
50. ↑   Cacciatorpediniere Turbine - Vieste, su italiaitinerari.it, Italia Itinerari. URL consultato il 28 febbraio 2015 (archiviato dall'url originale il 2 aprile 2015).
51. ↑  Favre, p. 69.
52. ↑   Primo giorno della grande guerra, su marina.difesa.it, Marina Militare. URL consultato il 28 febbraio 2015.
53. ↑  Halpern vol. I, p. 265.
54. ↑  Halpern vol. I, p. 266.
55. ↑  Halpern vol. I, p. 270.
56. ↑  Comprendenti le unità della classe Pisa. Vedi: Halpern vol. I, p. 272.
57. ↑  Halpern vol. I, pp. 271-272.
58. ↑  Halpern vol. I, p. 271.
59. ↑  Halpern vol. I, p. 273.
60. ↑  Halpern vol. I, p. 277.
61. ↑  Halpern vol. I, p. 281.
62. ↑  Favre, p. 85.
63. ↑  Favre, pp. 87-88.
64. ↑  Favre, p. 88.
65. 1 2  Favre, p. 89.
66. ↑  Halpern vol. I, p. 414.
67. ↑  Favre, p. 92.
68. ↑  Lo storico Halpern parla di quattro cacciatorpediniere, vedi Halpern vol. I, p. 408, mentre Favre ne cita sei, vedi Favre, p. 93.
69. ↑  Favre, p. 93.
70. ↑  Halpern vol. I, p. 408.
71. ↑  Halpern vol. I, p. 415.
72. ↑  Sokol vol. II, p. 81.
73. ↑  Sokol vol. II, p. 82.
74. ↑  Halpern vol. I, p. 416.
75. ↑  Sokol vol. II, pp. 95-96.
76. ↑  Sokol vol. II, pp. 99-100.
77. ↑  Sokol vol. II, pp. 109-110.
78. ↑  Halpern vol. I, pp. 421-422.
79. 1 2  Favre, pp. 124-125.
80. ↑  Sokol vol. II, p. 158.
81. ↑  I primi esemplari entrarono in linea a Brindisi dove costituirono la prima squadriglia, mentre a Venezia entrarono in servizio a maggio 1916 formando la seconda squadriglia. Vedi: Favre, p. 127.
82. ↑  Favre, p. 126.
83. ↑  Favre, p. 128.
84. ↑  Favre, pp. 128-129.
85. ↑  Favre, p. 130.
86. 1 2  Favre, p. 131.
87. ↑  Favre, pp. 132-133.
88. ↑  Favre, p. 134.
89. ↑  UC 14, UC 72, UC 73 e UB 43, UB 46, UB 47. Vedi: Halpern vol. I, p. 475.
90. ↑  Halpern vol. I, pp. 474-475.
91. ↑  Halpern vol. I, pp. 478-479.
92. ↑  Halpern vol. I, p. 480.
93. ↑  Favre, pp. 150-151.
94. ↑  Halpern vol. I, pp. 419-420.
95. ↑  Halpern vol. I, p. 536.
96. ↑  Favre, p. 143.
97. ↑  Favre, pp. 144-145.
98. ↑  Favre, p. 146.
99. ↑   Nel 90º Anniversario della scomparsa del conte Elti di Rodeano–Biaggini, ufficiale che si distinse per il coraggio dimostrato durante l’attentato alla corazzata "Da Vinci", su cimeetrincee.it. URL consultato il 6 marzo 2015.
100. ↑  Favre, pp. da 154 a 156.
101. ↑  Favre, p. 153.
102. ↑  Halpern vol. I, pp. 530-531.
103. ↑  Halpern vol. II, p. 21.
104. ↑  Halpern vol. II, pp. 24-25.
105. ↑  Halpern vol. II, pp. 26-27.
106. ↑  Halpern vol. II, pp. 28-29.
107. ↑  Halpern vol. II, pp. 71-72.
108. ↑  Halpern vol. II, p. 73.
109. ↑  Halpern vol. II, pp. 77-79.
110. ↑  Halpern vol. II, p. 81.
111. ↑  Halpern vol. II, p. 83.
112. ↑  Favre, pp. 186-187.
113. ↑  In rapida successione gli italiani attaccarono il 12 maggio lungo l'Isonzo, il 10 giugno sull'Ortigara e il 17 agosto nuovamente sull'Isonzo.
114. ↑  Favre, pp. 189-190-192.
115. ↑  Favre, pp. 193-194.
116. ↑  Favre, p. 195.
117. ↑  Favre, pp. 196-197.
118. ↑  Favre, p. 225.
119. ↑  Favre, p. 266.
120. ↑  Favre, pp. 220-221.
121. ↑  Favre, p. 214.
122. ↑  Favre, p. 222.
123. ↑  Gli storici Franco Favre e Virgilio Spigai (vedi:  Virgilio Spigai, Cento uomini contro due flotte, Marina di Carrara, Associazione Amici di Teseo Tesei,  p. 51, ISBN non esistente.) parlano del MAS 13 mentre Halpern scrive che Ferrarini utilizzò il MAS 11
124. ↑  Favre, p. 223.
125. ↑  Favre, pp. 223-224.
126. ↑  Halpern vol. II, p. 216.
127. ↑  Halpern vol. II, pp. 271-273 e 281.
128. ↑  Halpern vol. II, p. 274.
129. ↑  Halpern vol. II, p. 277.
130. ↑  Eccettuato lo Csepel, i cacciatorpediniere erano appartenenti alla classe Ersatz Triglav di quattro unità, simile alla Tátra ma con dislocamento leggermente superiore (880 invece di 830 tonnellate). I nomi Triglav e Lika erano stati riutilizzati dalle unità omonime perdute nel dicembre 1915.
131. ↑  Halpern vol. II, pp. 278-279.
132. ↑  Halpern vol. II, p. 280.
133. ↑  Halpern vol. II, pp. 285-286.
134. ↑  Halpern vol. II, p. 299.
135. ↑  Halpern vol. II, pp. 302-305.
136. ↑  Una trattazione completa delle trattative e delle discussioni tra gli alleati si può leggere in: Halpern vol. II, pp. da 302 a 350.
137. ↑  Halpern vol. II, p. 355.
138. ↑  Favre, pp. 242-244.
139. ↑  Favre, p. 244.
140. ↑  Halpern vol. II, pp. 356-357.
141. 1 2 3   Gianni Pieropan, Storia della Grande Guerra sul fronte italiano, Milano, Mursia, 2009  [1988],  pp. 806-812, ISBN 978-88-425-4408-1.
142. ↑  Favre, p. 254.
143. ↑  Favre, pp. 255-256.
144. ↑  Halpern vol. II, p. 480.
145. ↑  Halpern vol. II, p. 481.
146. ↑  Halpern vol. II, pp. 480-481.
147. ↑  Favre, pp. da 267 a 269.
148. ↑  Halpern vol. II, pp. 486-487.
149. ↑  Halpern vol. II, p. 486.
150. ↑   Prinz Eugen - 1912, su agenziabozzo.it. URL consultato il 19 marzo 2015.
151. 1 2 3 4 5   Una flotta sconfitta. La marina austroungarica all'armistizio (PDF), su marinai.it. URL consultato il 4 maggio 2015.